# Église Sainte-Osmanne de Féricy
L'église Sainte-Osmanne (aussi Sainte-Osmane) est l'église paroissiale de la commune de Féricy située dans le département de Seine-et-Marne en région Île-de-France, en France. L'église a été bâtie à la fin du XIIe siècle à l'emplacement d'une église antérieure construite au XIe siècle. Aux XVe et XVIe siècles elle a été agrandie. Dans l'église sont conservés des vitraux Renaissance dont l'un est classé monument historique à titre objet en 1905, deux autres sont classés en 1977,. L'église est classée en 1930. 

## Histoire
L'église est dédiée à sainte Osmane du Maine (ou Osmane), une légendaire princesse irlandaise, dont elle possède des reliques. D'après la légende, sainte Osmanne aurait vécu au VIIe siècle, elle aurait quitté ses parents païens et se serait réfugiée en France où elle aurait mené la vie d'une recluse, d'abord dans la région de Saint-Brieuc et plus tard dans une forêt sur les bords de la Loire dans l'actuel département de la Sarthe. Elle serait morte dans le bourg de Sainte-Osmane, qui a pris son nom et dont l'église porte son vocable. Lors des invasions normandes, on transféra ses reliques à l'ancienne abbaye de Saint-Denis où une chapelle de la basilique lui est dédiée. La sainte Osmanne n'est pas à confondre avec la sainte Osanne, une abbesse de Jouarre, dont le corps repose dans une crypte de cette abbaye.
En 1405, l'abbaye de Saint-Denis fit don des reliques de sainte Osmanne (un os de la tête et un fragment de ceinture) à l'église de Féricy qui lui appartenait. Selon la légende, à l'arrivée des reliques, une source aurait jailli devant l'église dont l'eau était réputée avoir des vertus miraculeuses pour la fertilité. Féricy devint un lieu de pèlerinages, aussi les reines Anne d'Autriche, la mère du futur Louis XIV, et Marie-Thérèse d'Autriche, son épouse, faisaient le pèlerinage venant du proche Château de Fontainebleau.

## Architecture

### Extérieur

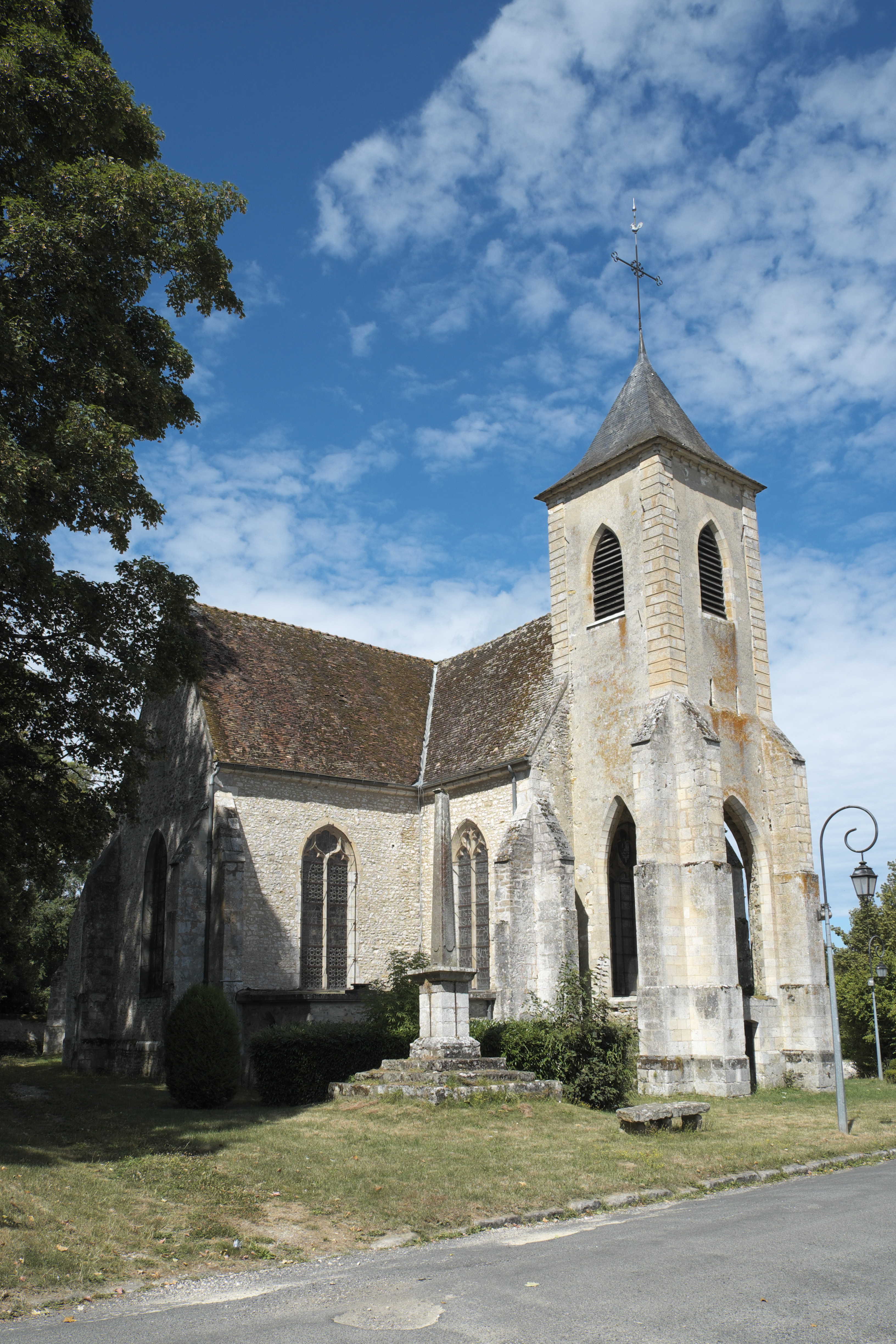
Chevet avec clocher-porche et transept méridional

À l'origine, le clocher se dressait au-dessus du narthex au pied de l'église. En 1845, le clocher fut démoli et reconstruit deux ans plus tard sous forme de clocher-porche (sans accès à l'église) à l'est de l'édifice, devant le chevet. Sa partie basse est percée de grandes ouvertures en arc brisé. Dans la partie haute s'ouvrent des baies abat-son de forme ogivale. Le clocher est coiffé d'un toit en pyramide surmonté d'une croix de faîtage et d'une girouette. Comme les murs de l'édifice, il est soutenu aux angles par de massifs contreforts. Le toit de l'église est en double pente.
Sur le mur méridional ⁸sont conservés quelques fragments d'une frise à dents-de-scie qui datent du XIIe siècle. Le même mur présente une fenêtre murée de l'époque Renaissance. Elle est entourée d'archivoltes et de pilastres avec chapiteaux, l'architrave est décorée de deux angelots qui portent un écusson.

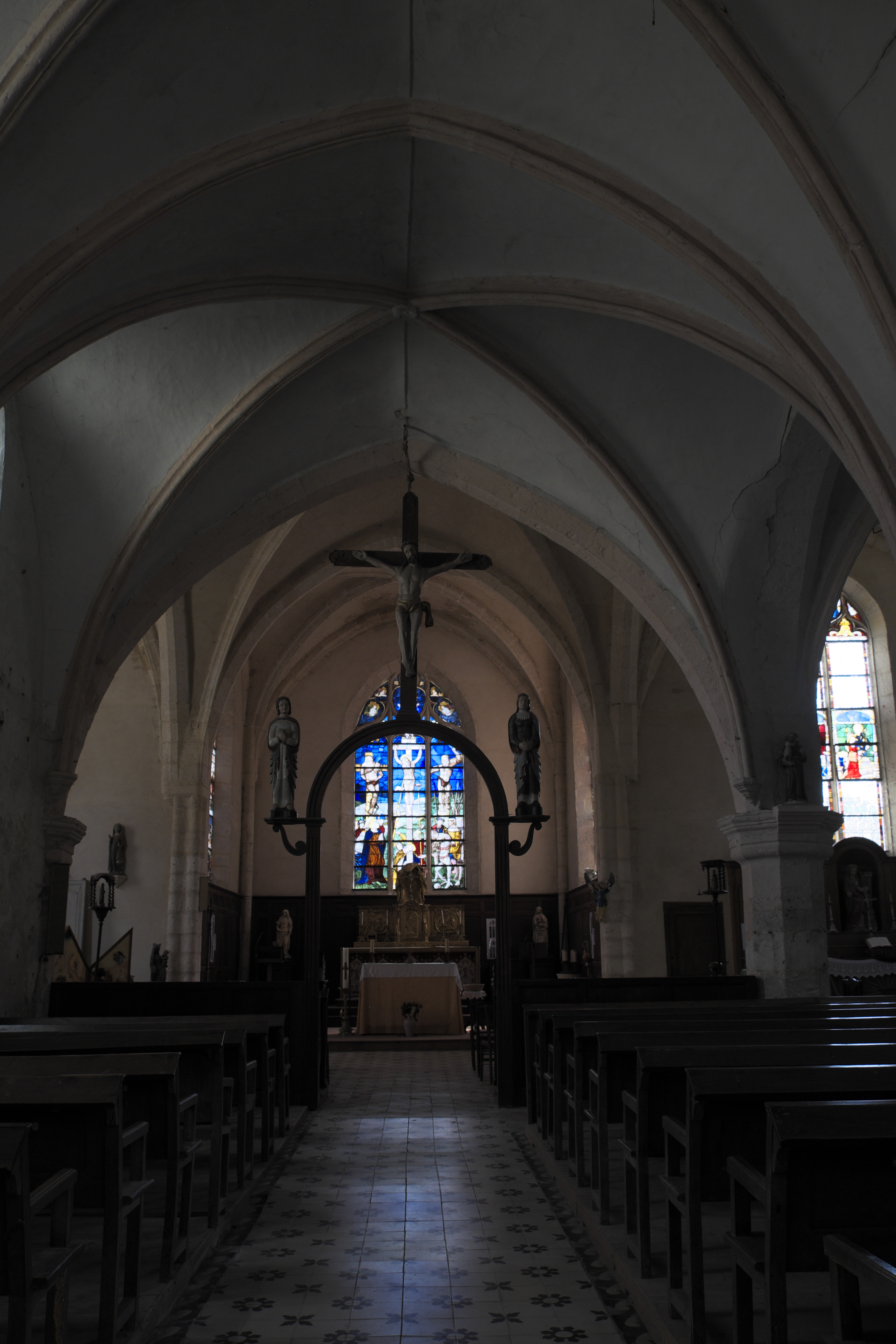
Intérieur

Le portail de la façade occidentale créé au XVIe siècle est surmonté d'un fronton triangulaire et encadré de colonnes placées sur de hautes socles. Au-dessus du portail s'ouvre une baie aveugle ornée d'arcatures en plein cintre.

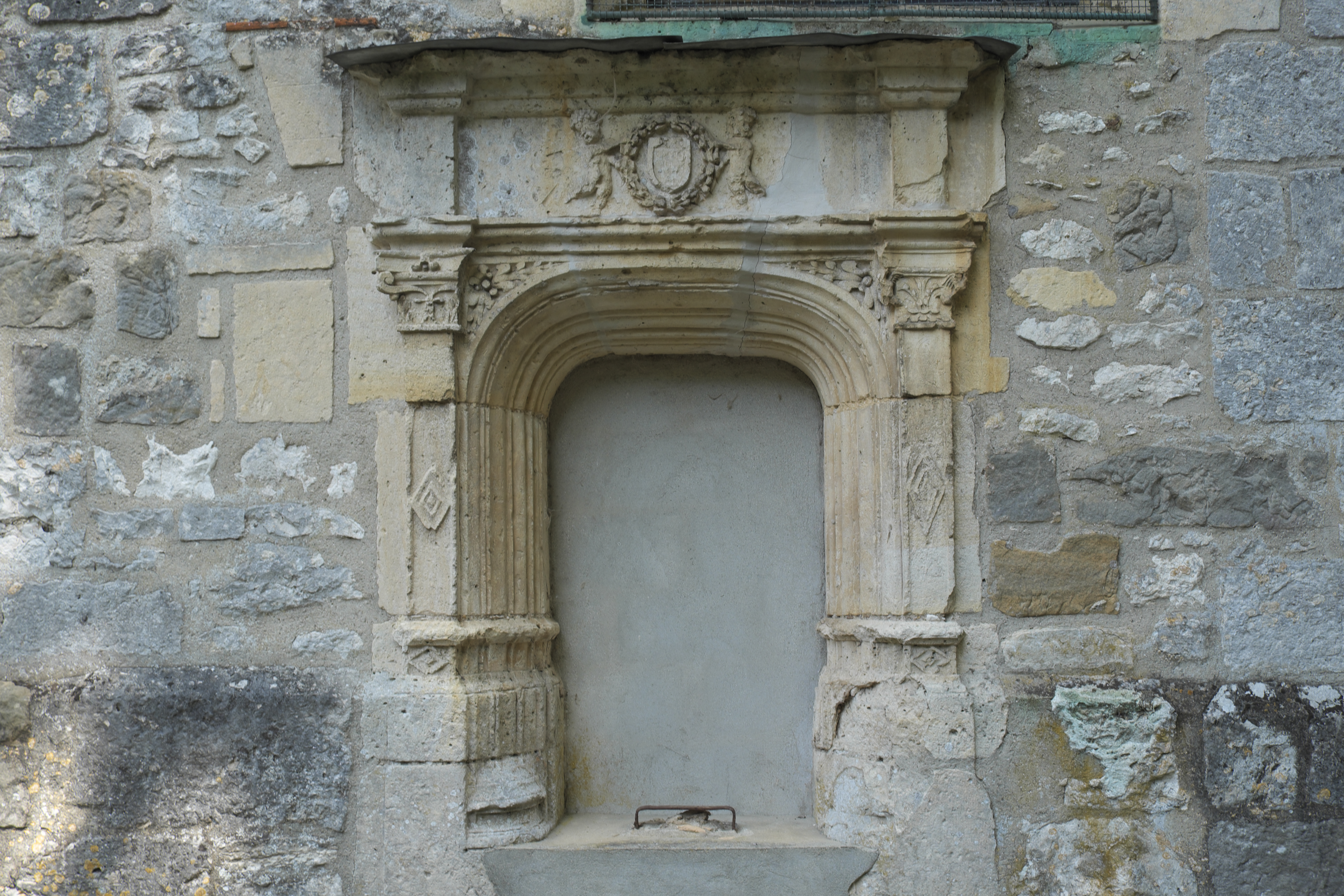
Fenêtre Renaissance
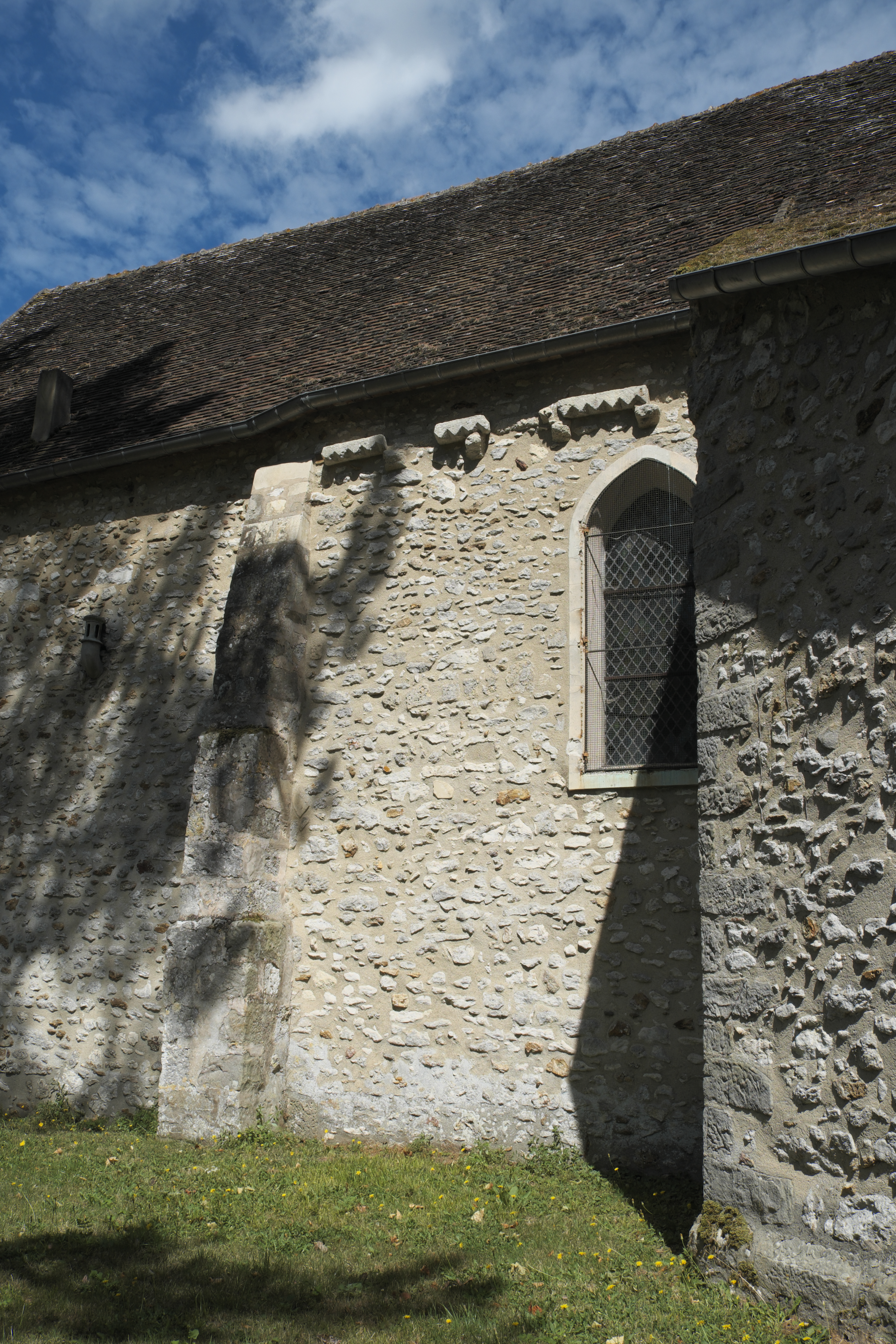
Fragments d'une frise à dents-de-scie

### Intérieur
L'intérieur de l'église est composé d'une nef de trois travées, d'un transept et d'un chœur à chevet plat. La nef date du XIIe siècle, le transept, le chœur et les chapelles latérales ont été élevés aux XVe et XVIe siècles. 

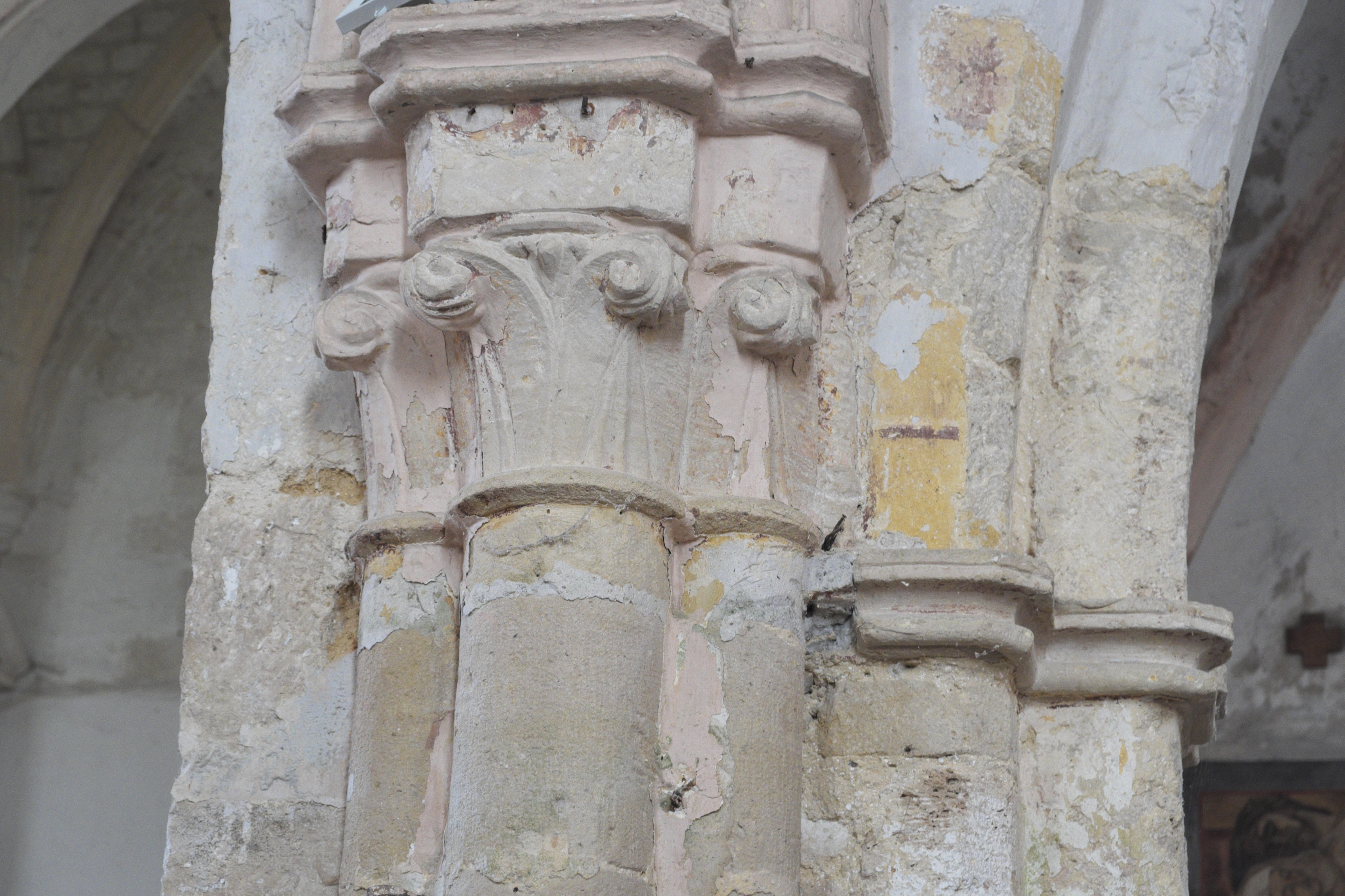
Chapiteaux à crochets

La nef est couverte d'une voûte en croisée d'ogives qui repose dans le côté nord sur des culs-de-lampe et sur des chapiteaux à crochets dans le côté sud. À l'ouest de la nef est aménagé un narthex.
Le bas-côté sud se compose de trois chapelles.

## Vitraux
Dans le chœur et dans le transept sont conservés des vitraux de la Renaissance. Les verrières ont été exécutées entre 1532 et 1540 dans un atelier parisien.

### Baie 0: Crucifixion

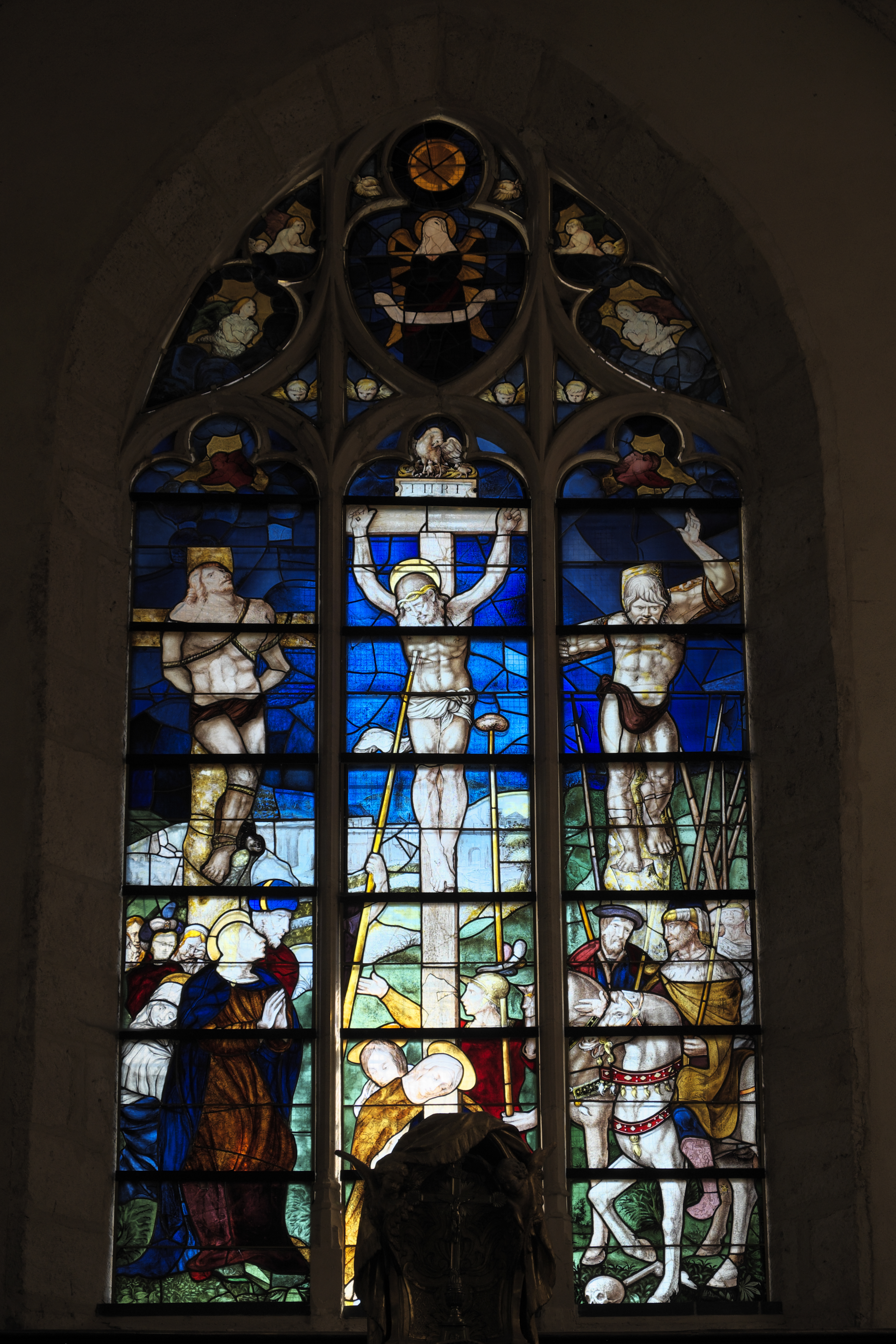
Crucifixion

Le vitrail central du chœur représente la crucifixion du Christ. Sur les lancettes latérales on voit les deux larrons. La lancette du milieu montre la lance du soldat Longin qui transperce le flanc du Christ (à gauche) et le soldat Stephaton qui lui tend une éponge imbibée de vinaigre (à droite). Sur la lancette gauche est représentée Marie, la mère de Jésus, sur la lancette droite, on voit deux chevaliers et au pied de la croix Marie Madeleine. Au tympan sont représentés des anges et des têtes d'anges, la Vierge au milieu est plus récente.

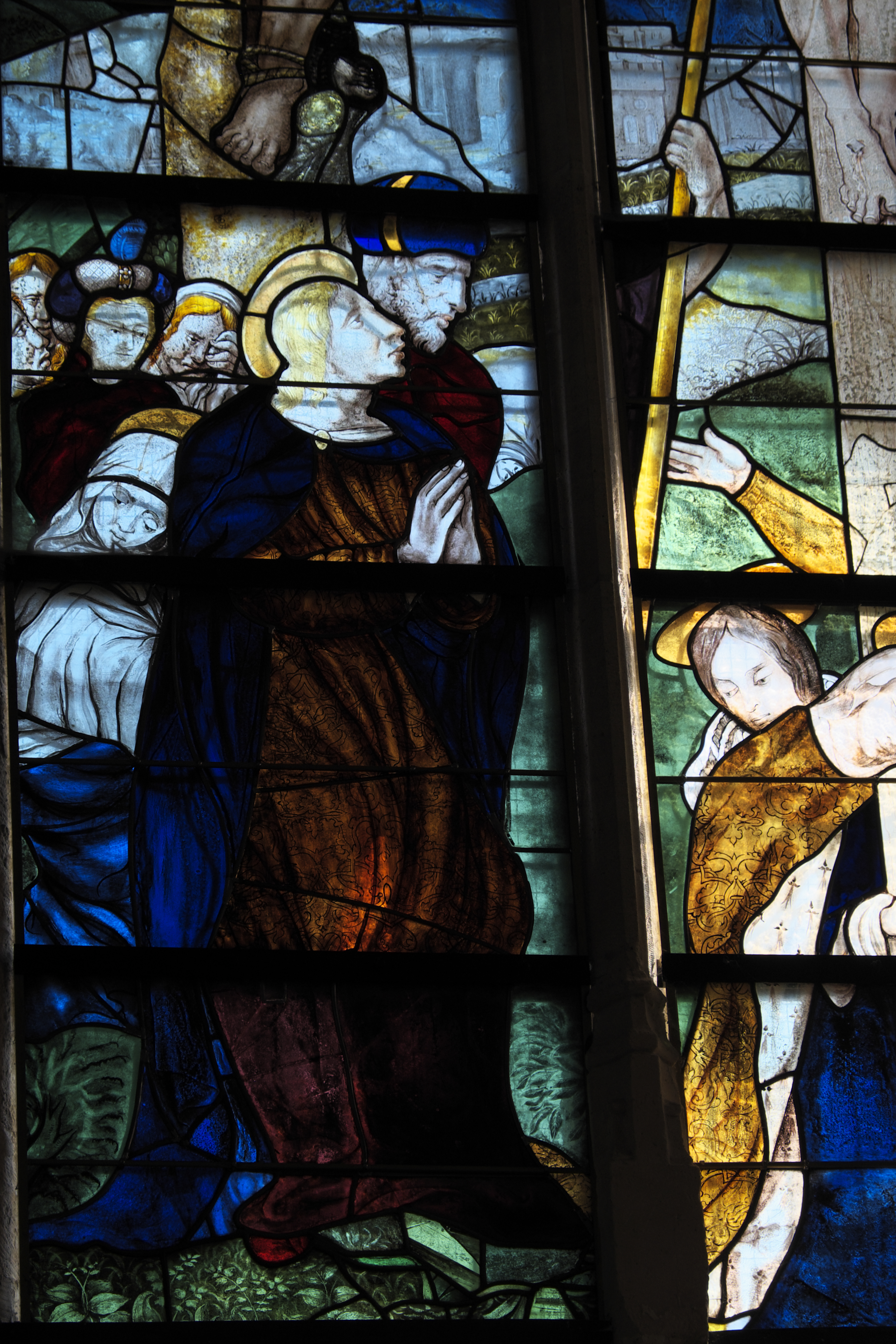
Marie
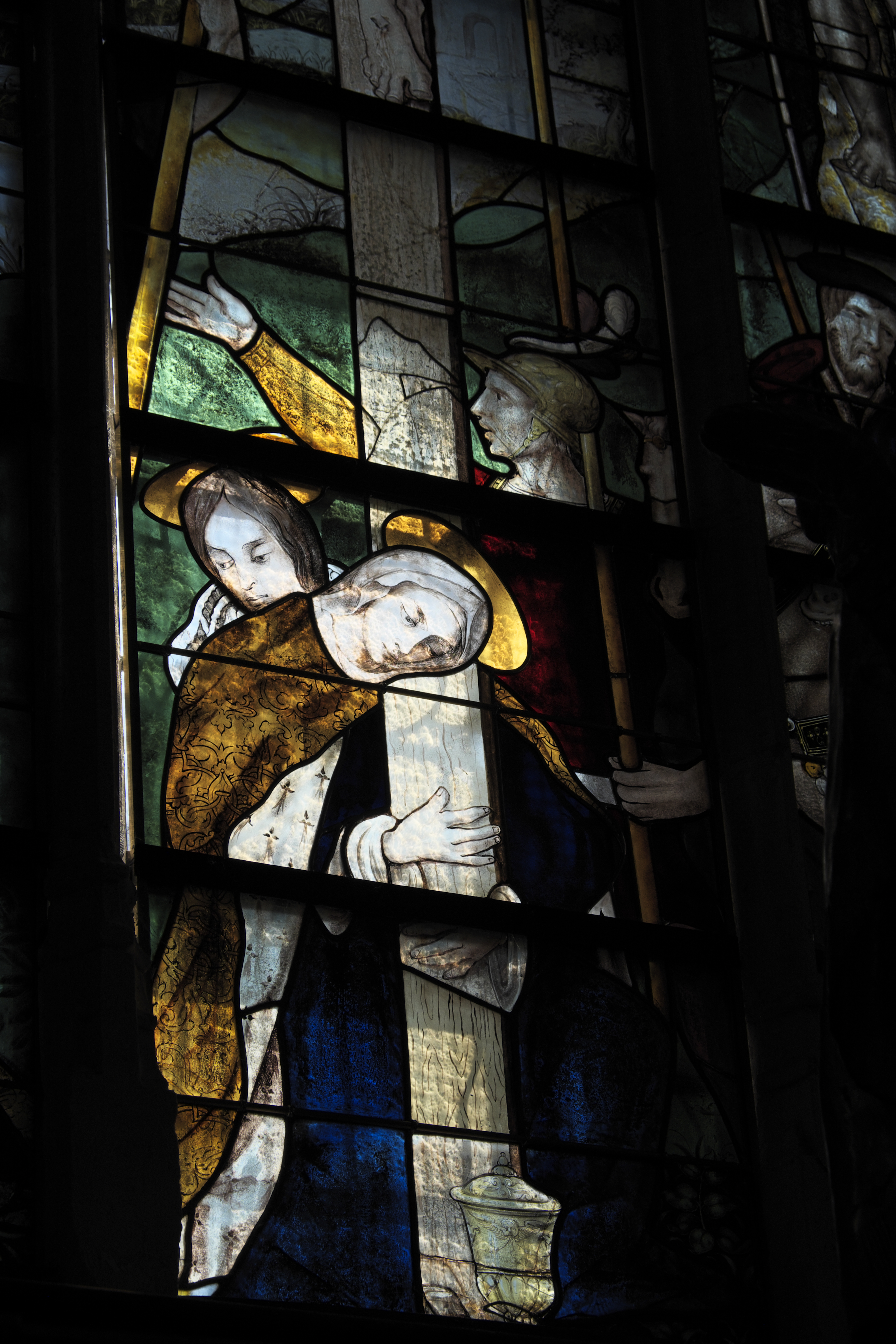
Marie Madeleine
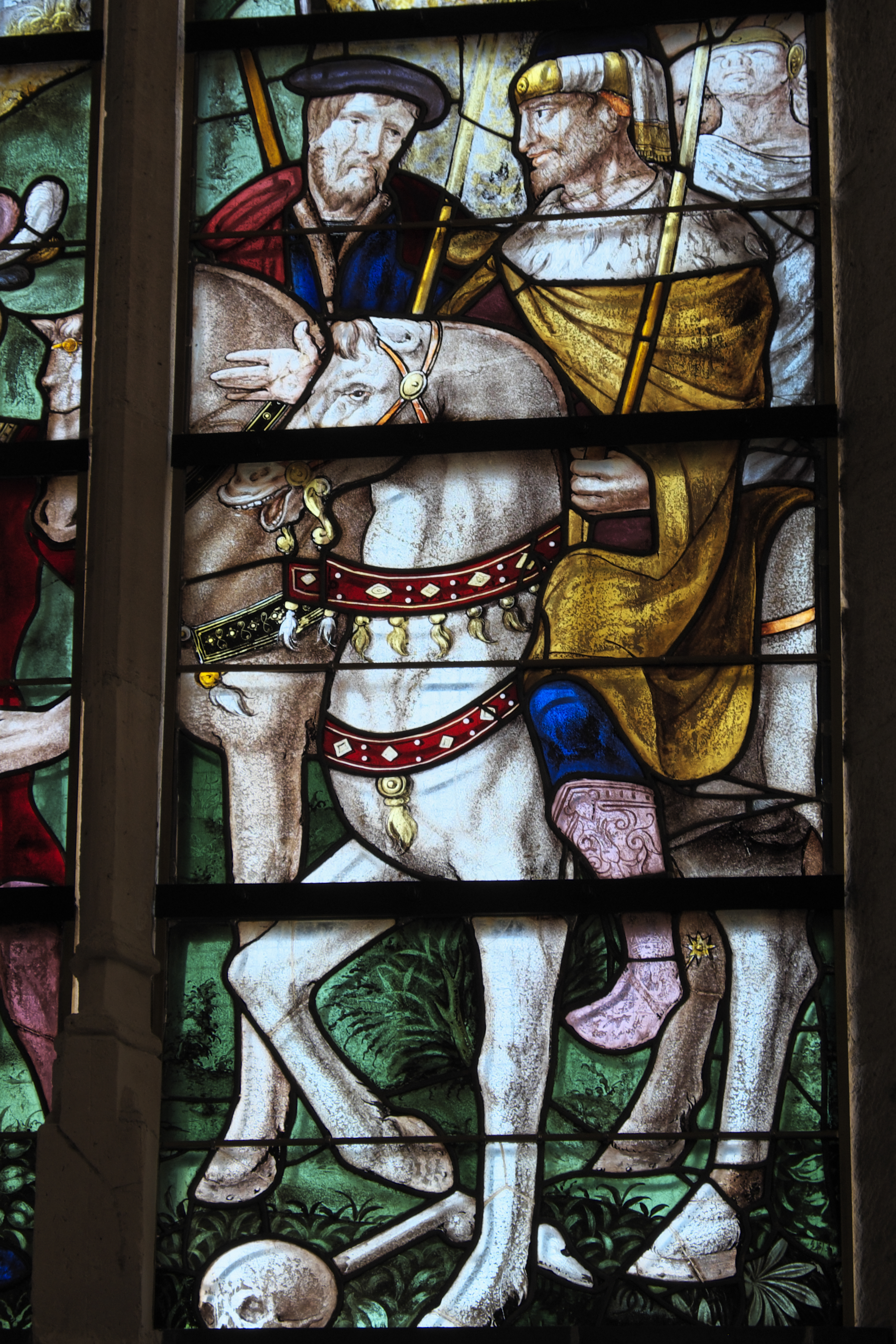
Chevaliers

### Baie 1: La légende de sainte Osmanne

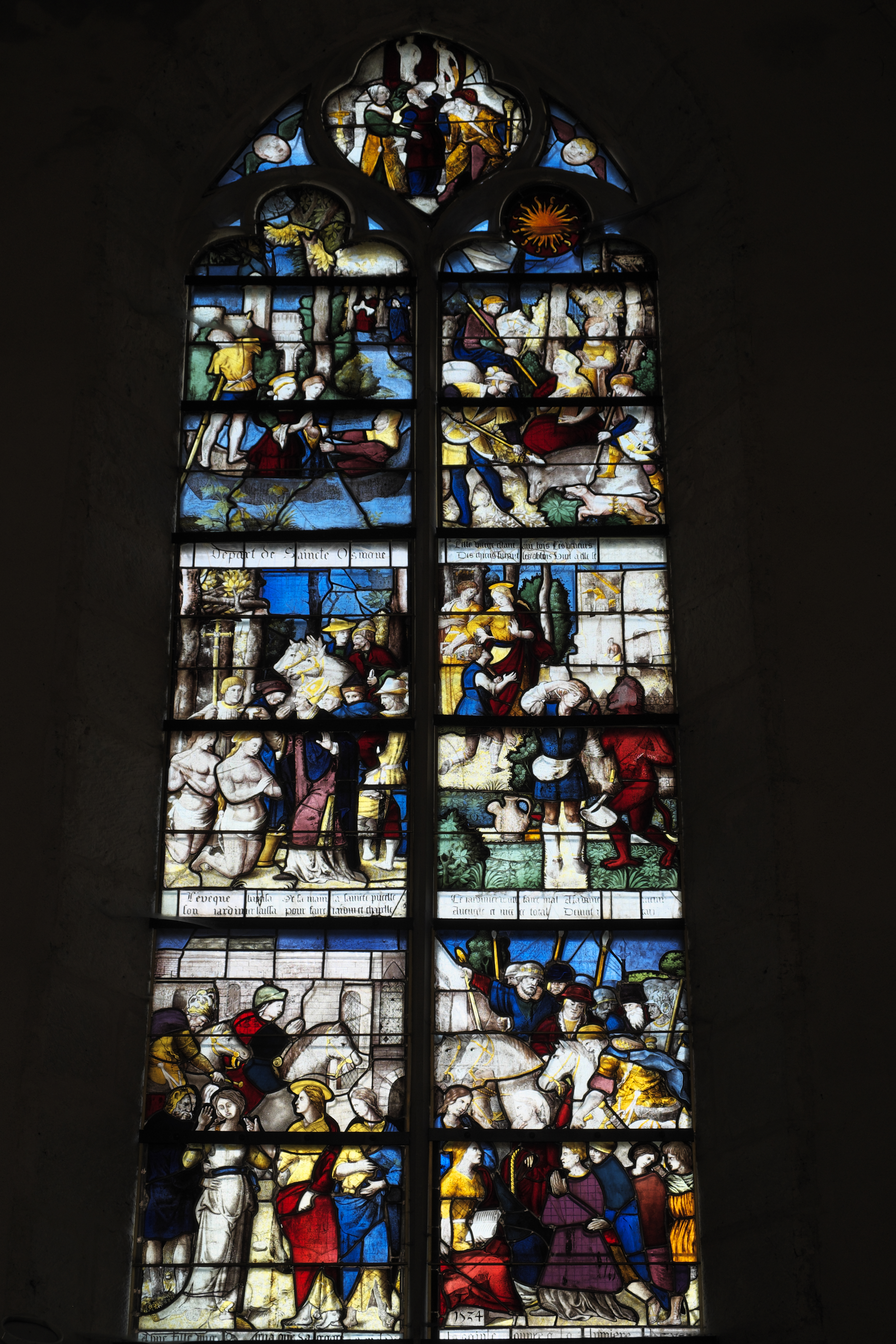
Légende de sainte Osmanne

Le vitrail du côté nord du chœur est dédié à la légende de sainte Osmanne. Les scènes se lisent d'en haut en bas et de gauche à droite, au-dessous de chaque scène se trouve une inscription. Au tympan on voit Osmanne qui refuse de vénérer les idoles païennes de ses parents. Osmanne quitte son pays en bateau accompagnée de sa servante. Elles trouvent refuge dans une forêt où elles sauvent un sanglier poursuivi par des chasseurs, leurs lances n'arrivent pas à tuer la bête. Un évêque ayant appris ce miracle baptise Osmanne et sa servante, il leur concède une chapelle avec jardin et met un jardinier à leur service. Au bout d'un temps, le jardinier fait des propositions malhonêtes à Osmanne, il est frappé de cécité et de folie symbolisée par le démon en couleur de feu. Les deux panneaux inférieurs racontent deux autres miracles de la sainte. Sur le panneau gauche, Osmanne sauve la vie à une jeune fille qui risque de suffoquer. Sur le panneau droit, elle rend la vue à un jeune prince. En bas du vitrail, on peut lire la date de 1534. 

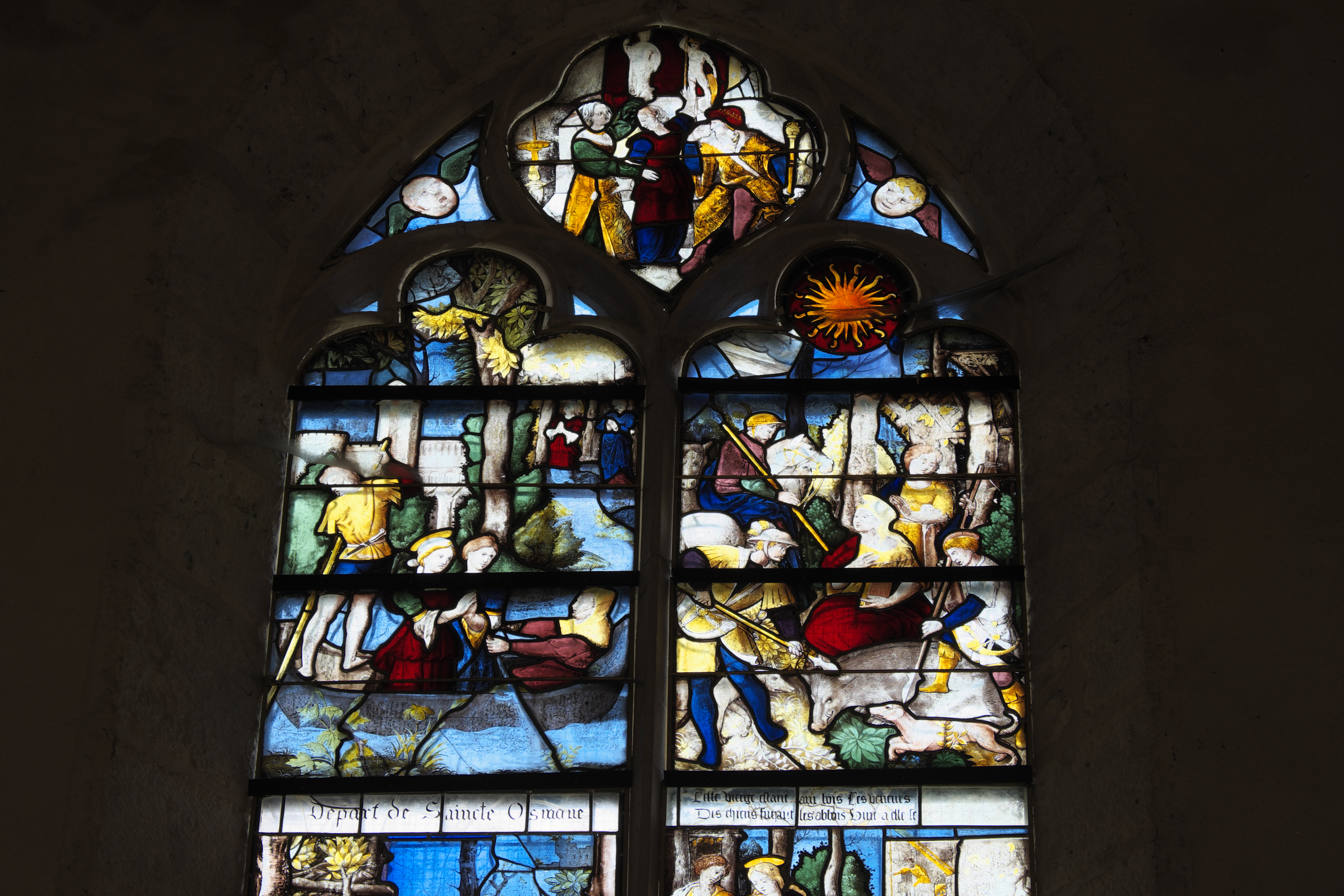
Osmanne quitte l'Irlande et sauve un sanglier
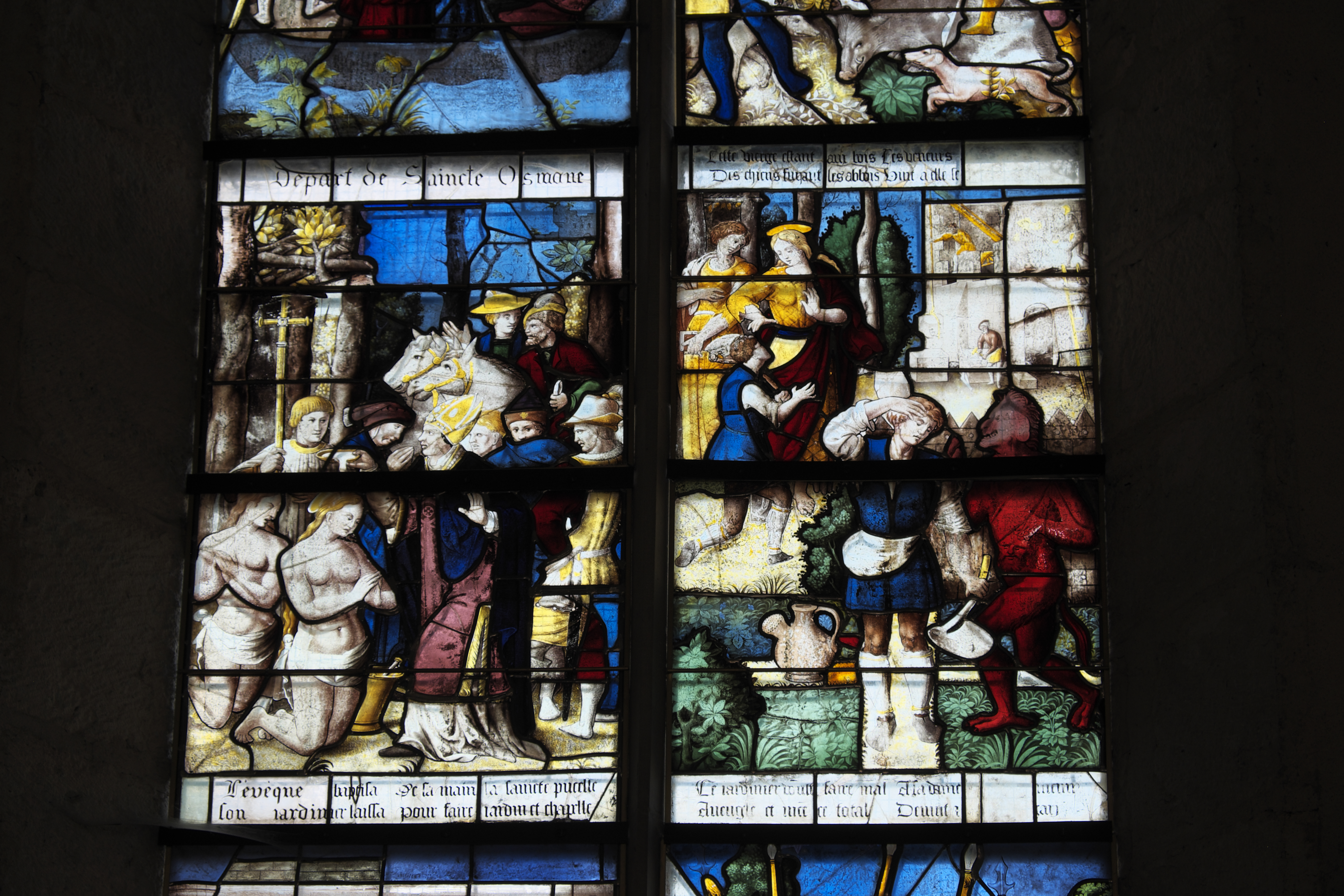
Osmanne et sa compagne sont baptisées par un éveque, le jardinier devient aveugle et dément
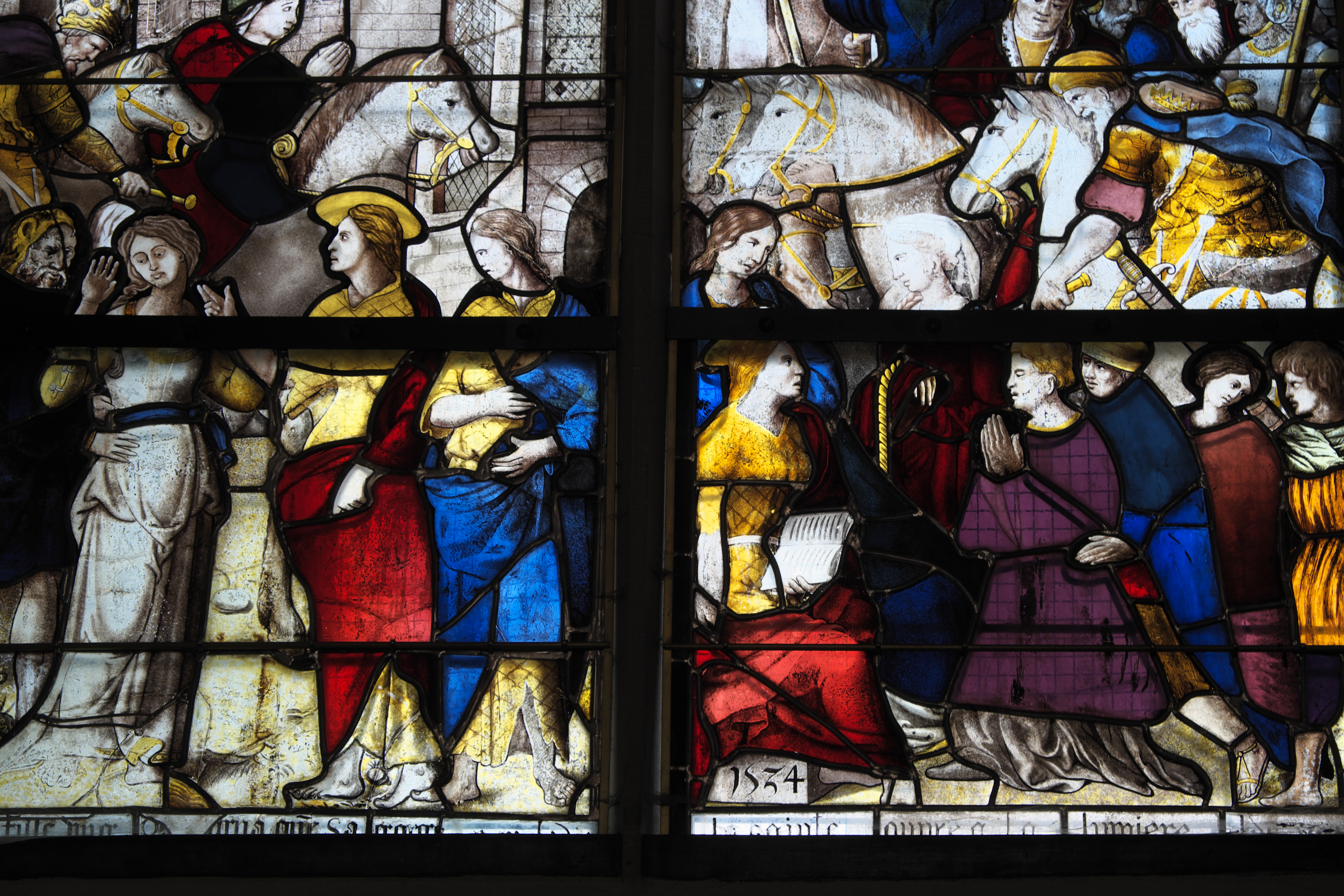
Osmanne sauve une jeune fille qui risque de souffoquer et rend la vue à un jeune prince

### Baie 2: Le pèlerinage de Saint-Jacques-de-Compostelle

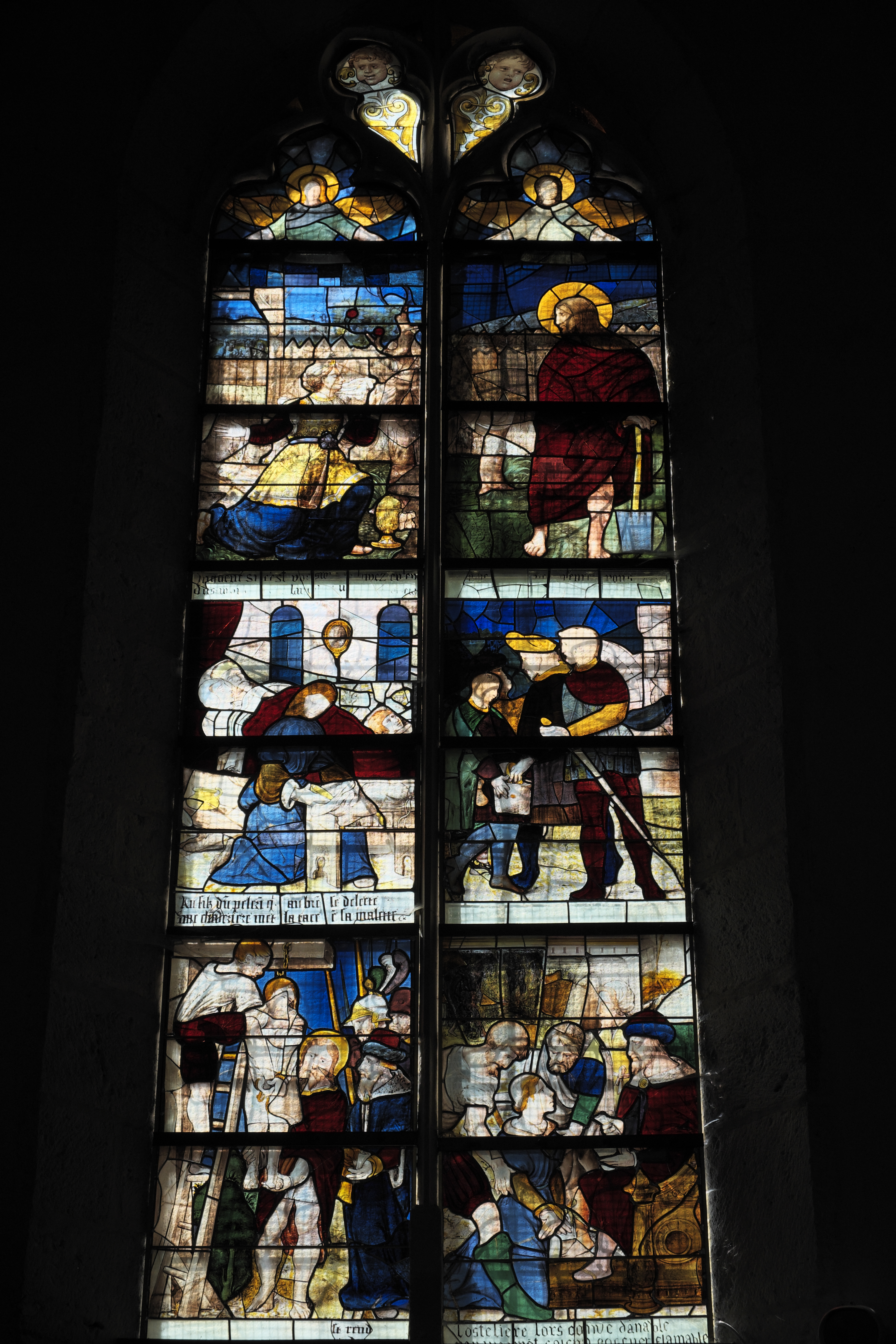
Pèlerinage de Saint-Jacques-de-Compostelle

Le vitrail du côté sud du chœur est composé de plusieurs verrières. Sur la partie haute est représentée la scène du Noli me tangere, l'apparition du Christ ressuscité à Marie Madeleine qui le prend pour un jardinier.

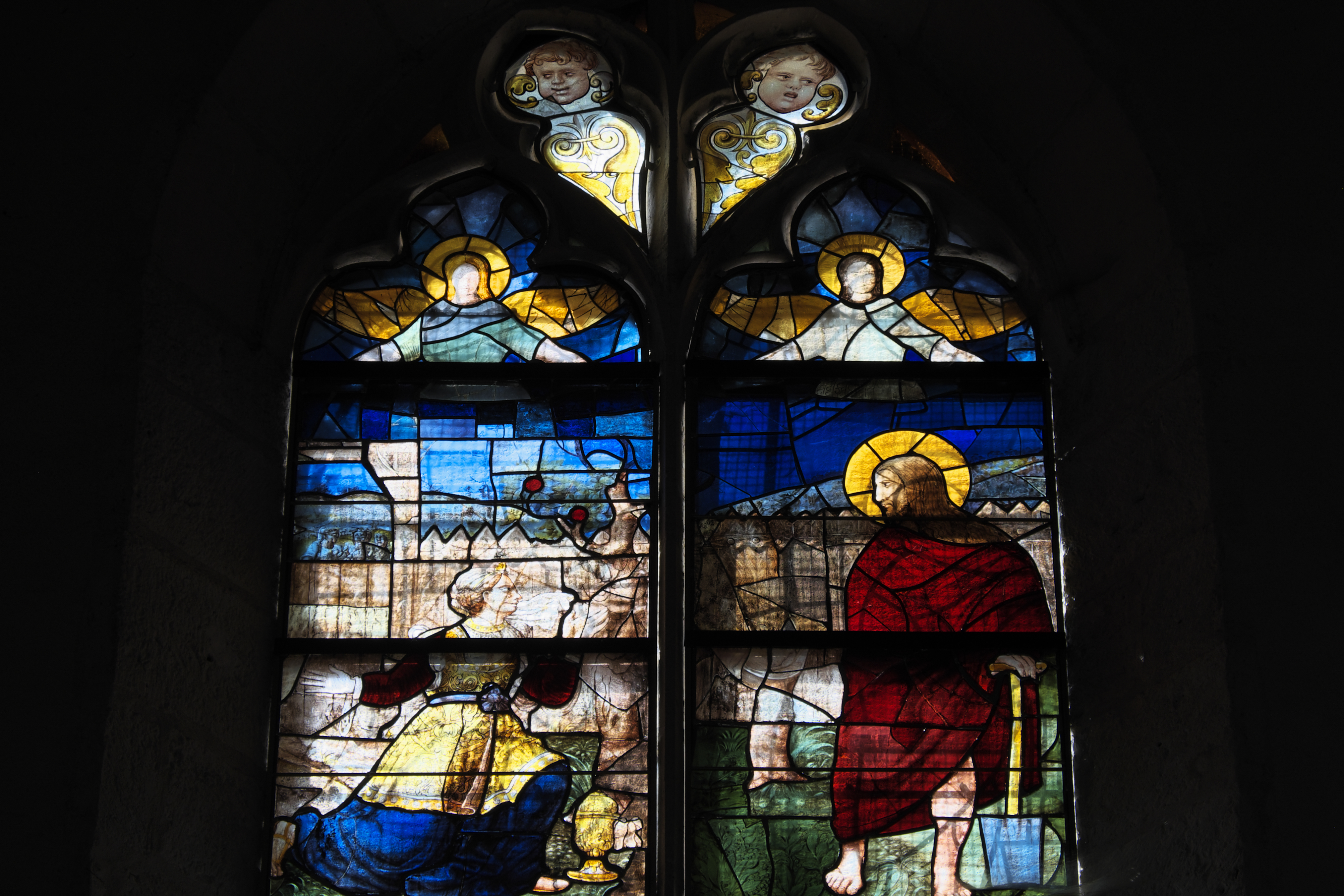
Marie Madeleine et le Christ ressusité (Noli me tangere)

Les panneaux inférieurs montrent les épisodes du miracle du pendu-dépendu. Ils racontent l'histoire d'un fils qui fait un pèlerinage à Saint-Jacques-de-Compostelle avec ses parents. Ils passent la nuit dans une auberge où la servante s'éprend du jeune homme. Comme celui-ci repousse ses avances, elle cache une coupe d'argent dans son bagage et l'accuse de vol pour se venger. Le fils est condamné à mort et pendu. Les parents poursuivent leur pèlerinage, à leur retour ils retrouvent leur fils, attaché à la potence, mais toujours en vie. Il aurait survécu grâce à saint Jacques qui l'aurait protegé. Sur le panneau inférieur gauche, le fils des pèlerins est détaché de la potence, sustenté de saint Jacques, sur le panneau inférieur droit la servante de l'auberge est arrêtée. En bas des scènes on peut lire des inscriptions. 

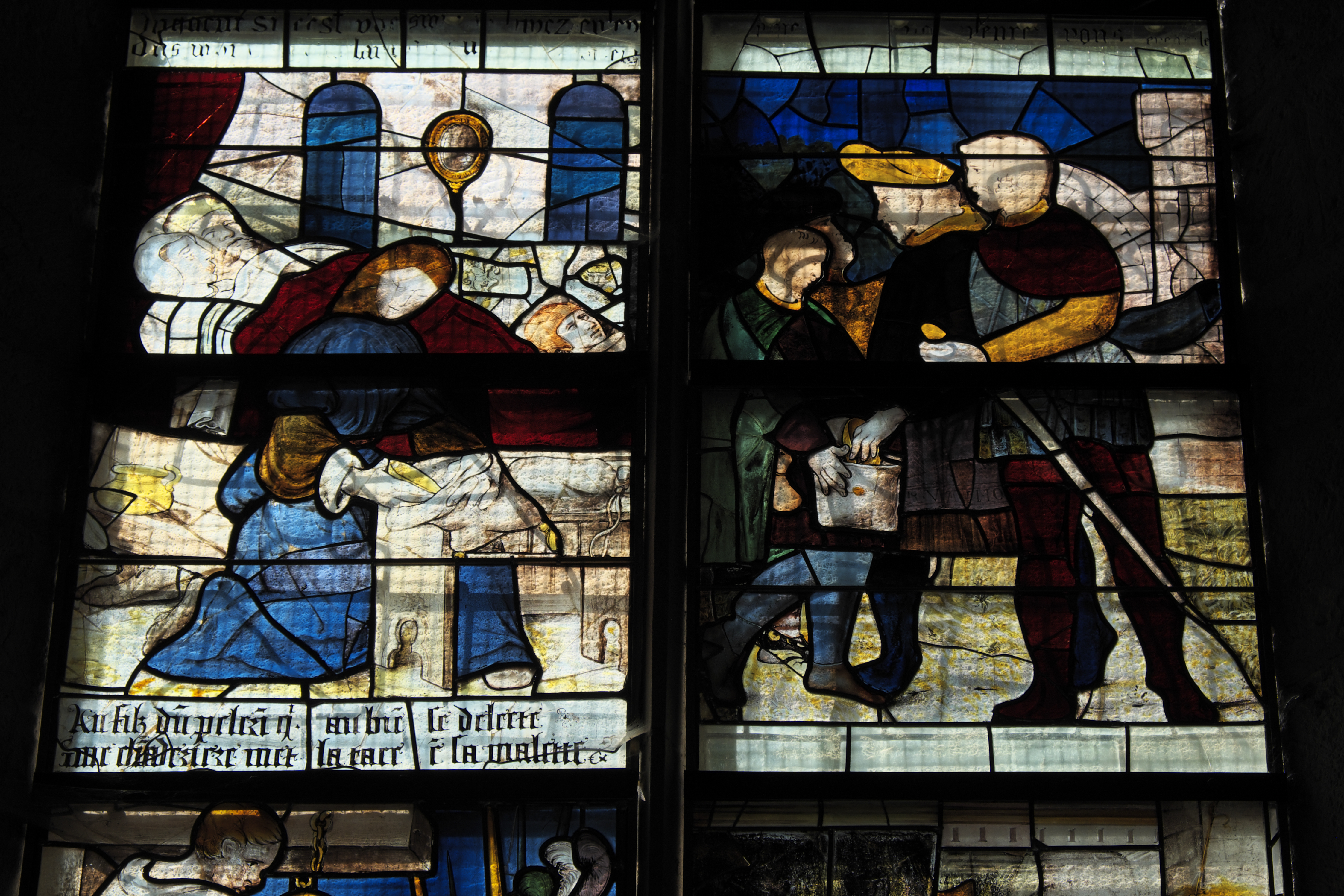
La servante de l'auberge cache une coupe d'argent dans le bagage du fils, on découvre la coupe dans le bagage du fils
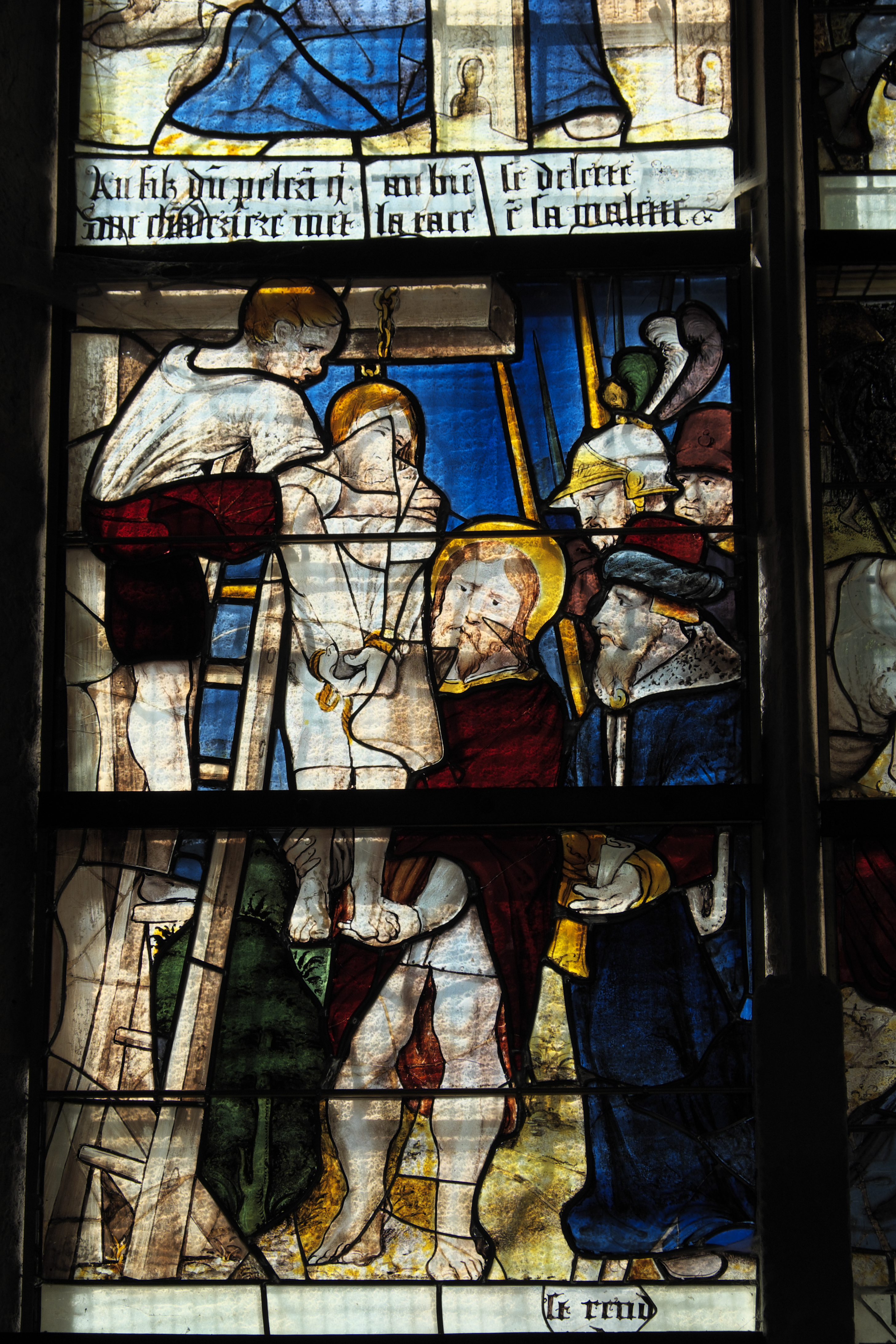
Le fils sustenté par saint Jacques est détaché de la potence
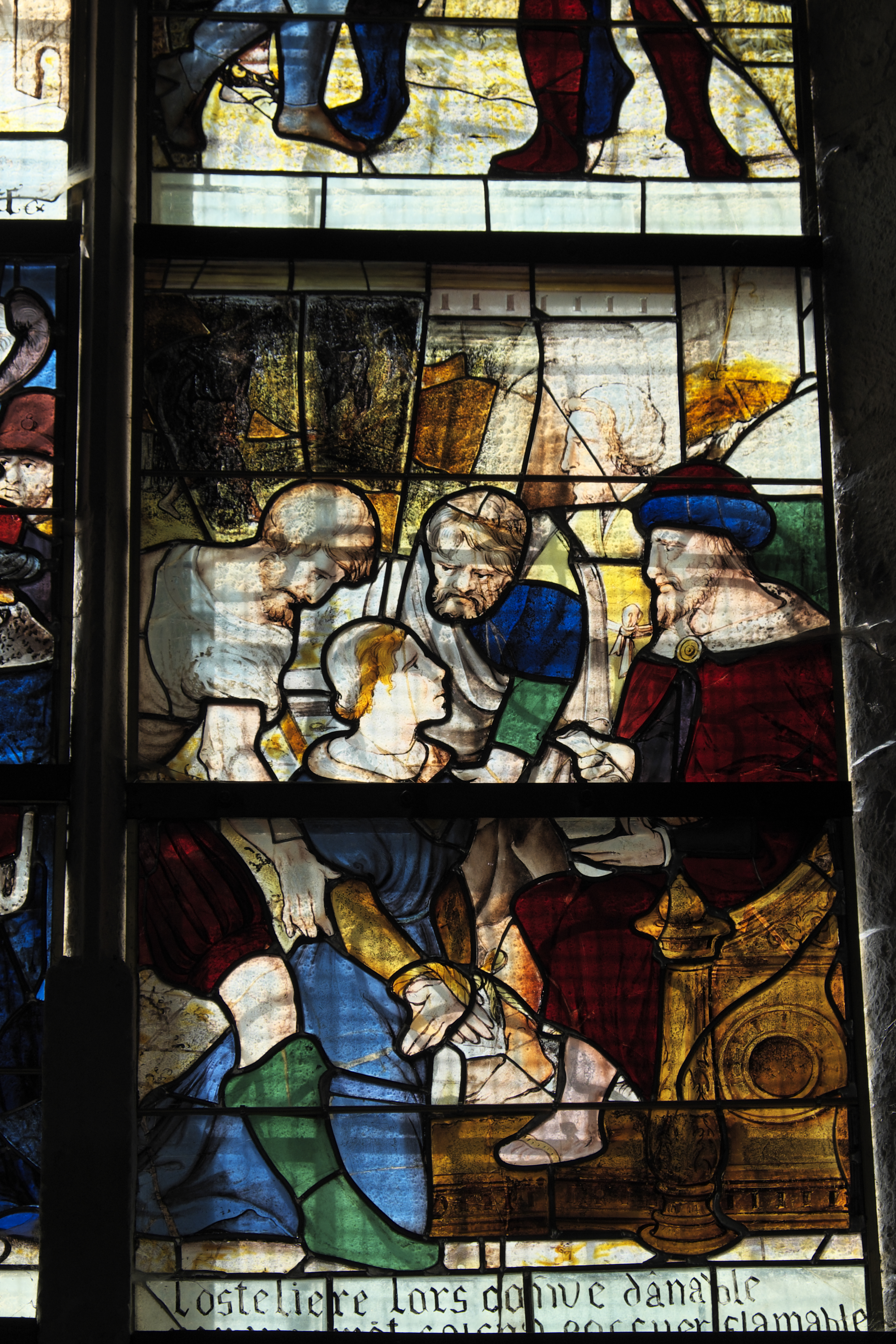
La servante de l'auberge est arrêtée

### Baie 3: L'Adoration des mages, l'Adoration des bergers, le Chien gardant les moutons

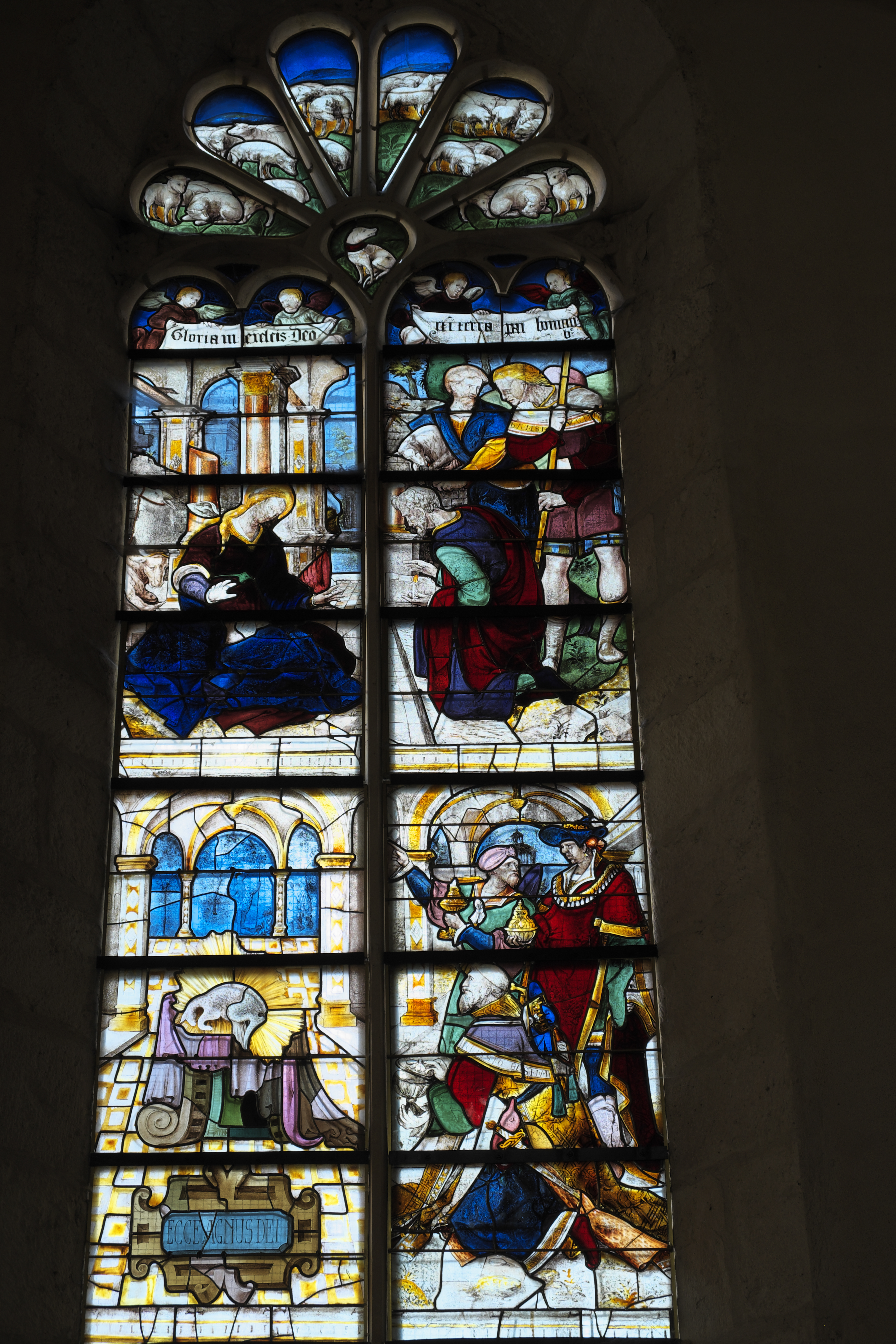
L'Adoration des mages, l'Adoration des bergers, le Chien gardant les moutons

Le vitrail du transept nord montre dans sa partie supérieure l'Adoration des bergers et dans sa partie inférieure l'Adoration des mages. Sur le panneau supérieur de la lancette de gauche on voit Marie et, au-dessus, deux anges qui portent un phylactère avec l'inscription « Gloria in excelsis Deo » (Gloire à Dieu, au plus haut des cieux), sur la lancette de droite, au-dessus des bergers, deux autres anges portent un phylactère avec la suite de l'inscription « et in terra pax hominibus b[onae voluntatis] » (et paix sur la terre aux hommes de bonne volonté). Sur le panneau du milieu, à gauche, l'Agnus Dei symbolise le Christ, au-dessous, se trouve l'inscription « ECCE AGNUS DEI » (ceci est l'agneau de Dieu). Dans le tympan, on voit un chien gardant les moutons. 

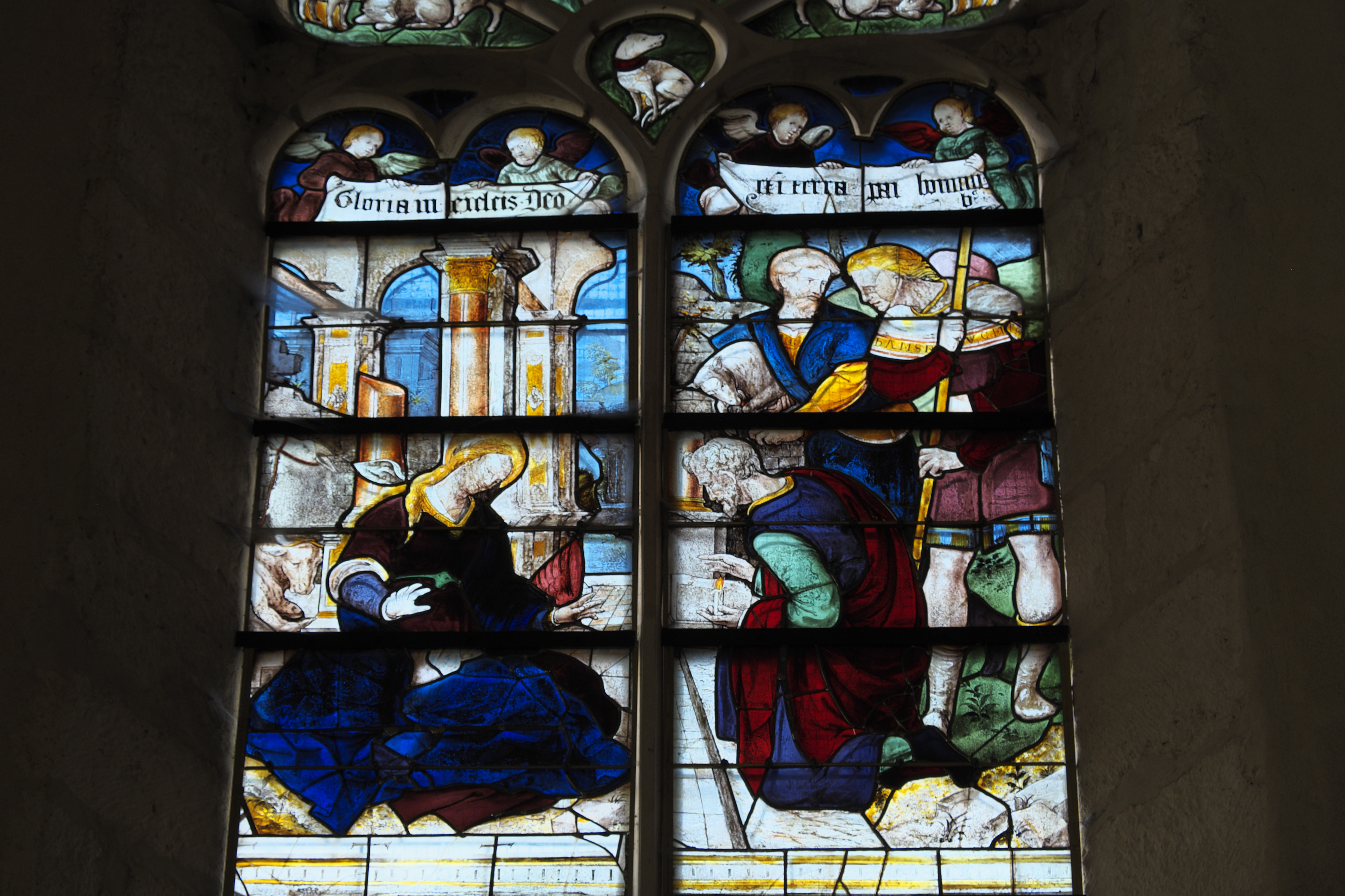
Adoration des bergers
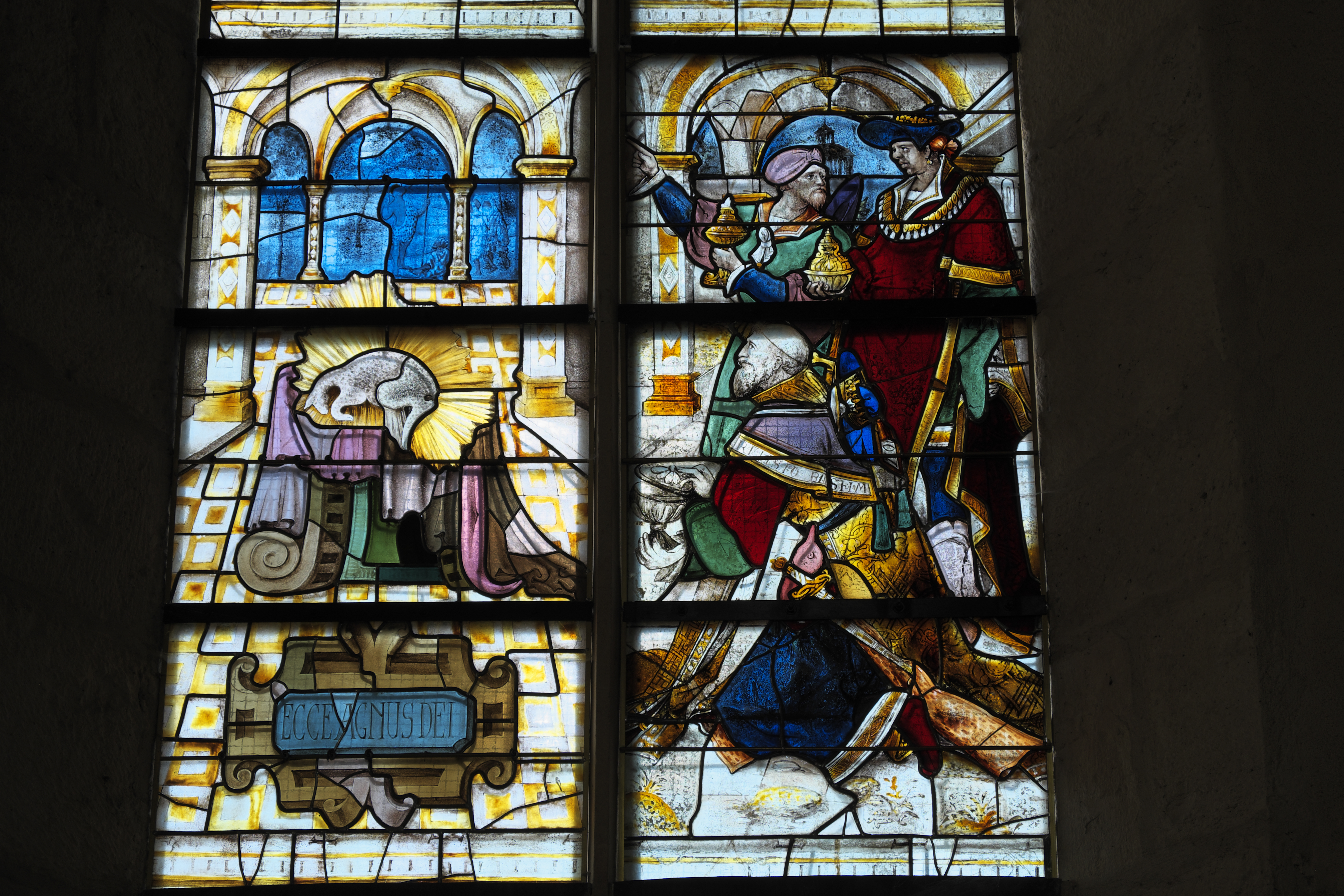
Agnus Dei, Adoration des mages

### Baie 4: Donateurs aux pieds de leurs saints patrons

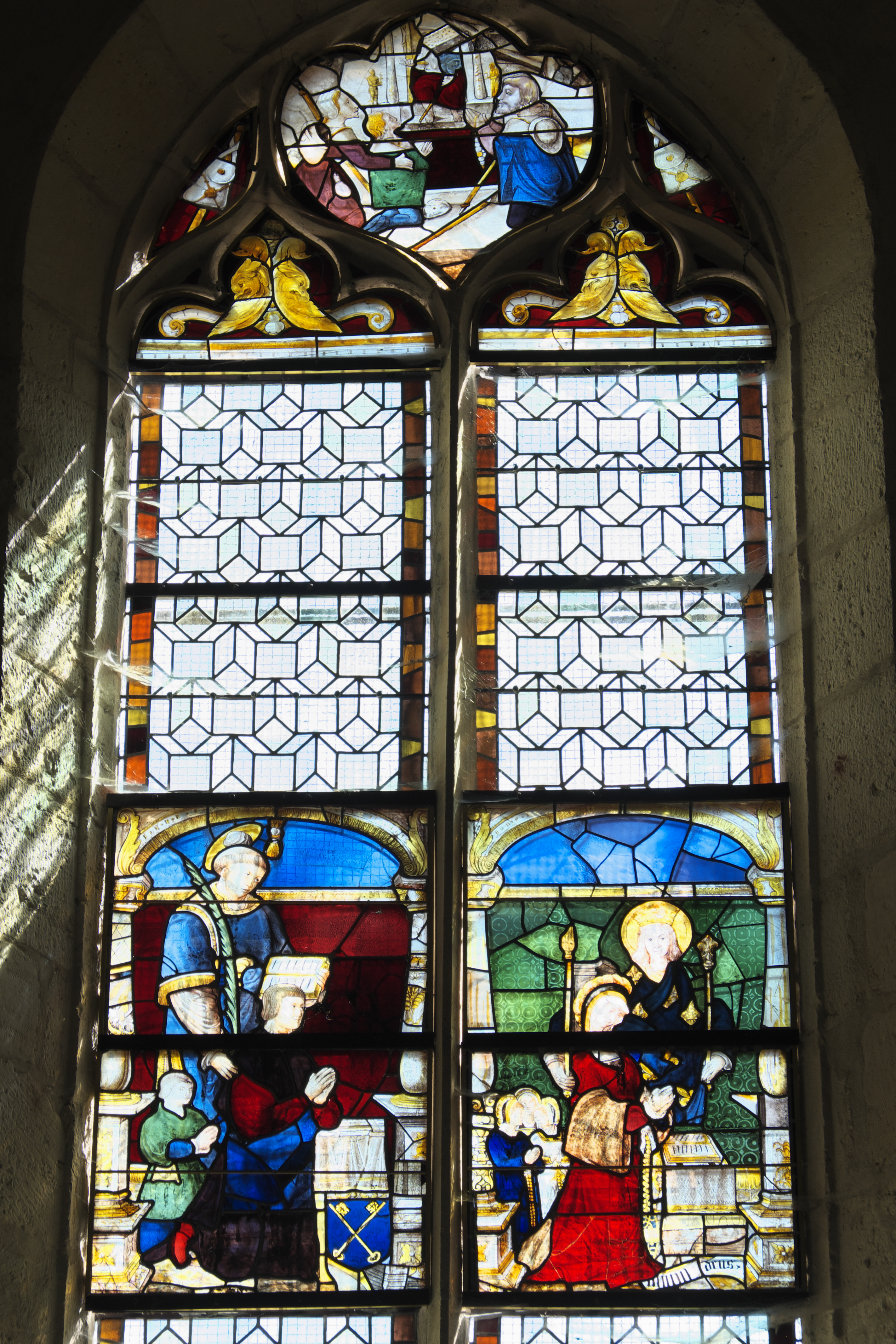
Donateurs, en bas, pèlerins de Saint-Jacques, en haut

Sur le vitrail du transept méridional sont représentés les donateurs avec leurs enfants et leurs patrons. Le panneau gauche montre Étienne Clément, le propriétaire du domaine de la Salle de 1534 jusqu'à 1542, à côté de lui son fils et derrière eux, saint Étienne. Sur le panneau droit est représentée son épouse, Louise, avec leurs trois filles, et le roi saint Louis.
Dans le tympan on voit les pèlerins de Saint-Jacques agenouillés devant l'apôtre Jacques le Majeur. À l'origine, les panneaux qui représentent les donateurs faisaient part du vitrail du Pèlerinage de Saint-Jacques-de-Compostelle. 

## Mobilier
- La statue en pierre polychrome qui représente un évêque est datée du XIVe siècle[7].
- La sculpture en pierre de la sainte Osmanne date de la fin du XIVe siècle ou du début du XVe siècle. Elle a été repeinte au XIXe siècle [8].
- Les trois statues du XVe siècle, le Christ en croix, la Vierge et saint Jean, taillées en bois et peintes, formaient un calvaire[9]. La Vierge et saint Jean ont été volés en 1980 comme une Vierge à l'Enfant du XVe siècle et une Vierge assise sur un trône de la fin du XVIe siècle.
- La statue polychrome, sculptée en pierre, qui porte comme attribut un balsamaire dans ses mains, représente l'une des Saintes Femmes, peut-être Marie Madeleine. Elle date du XVIe siècle[10].
- De la même époque date une autre sculpture féminine de pierre polychrome, sainte Marthe ou sainte Marguerite, qui est représentée avec un dragon à ses pieds[11].
- La statue en pierre polychrome de la sainte Barbe, représentée avec une grosse tour et la palme du martyre, date également du XVIe siècle[12].
- Les fonts baptismaux en pierre datent du XVIIe siècle[13].

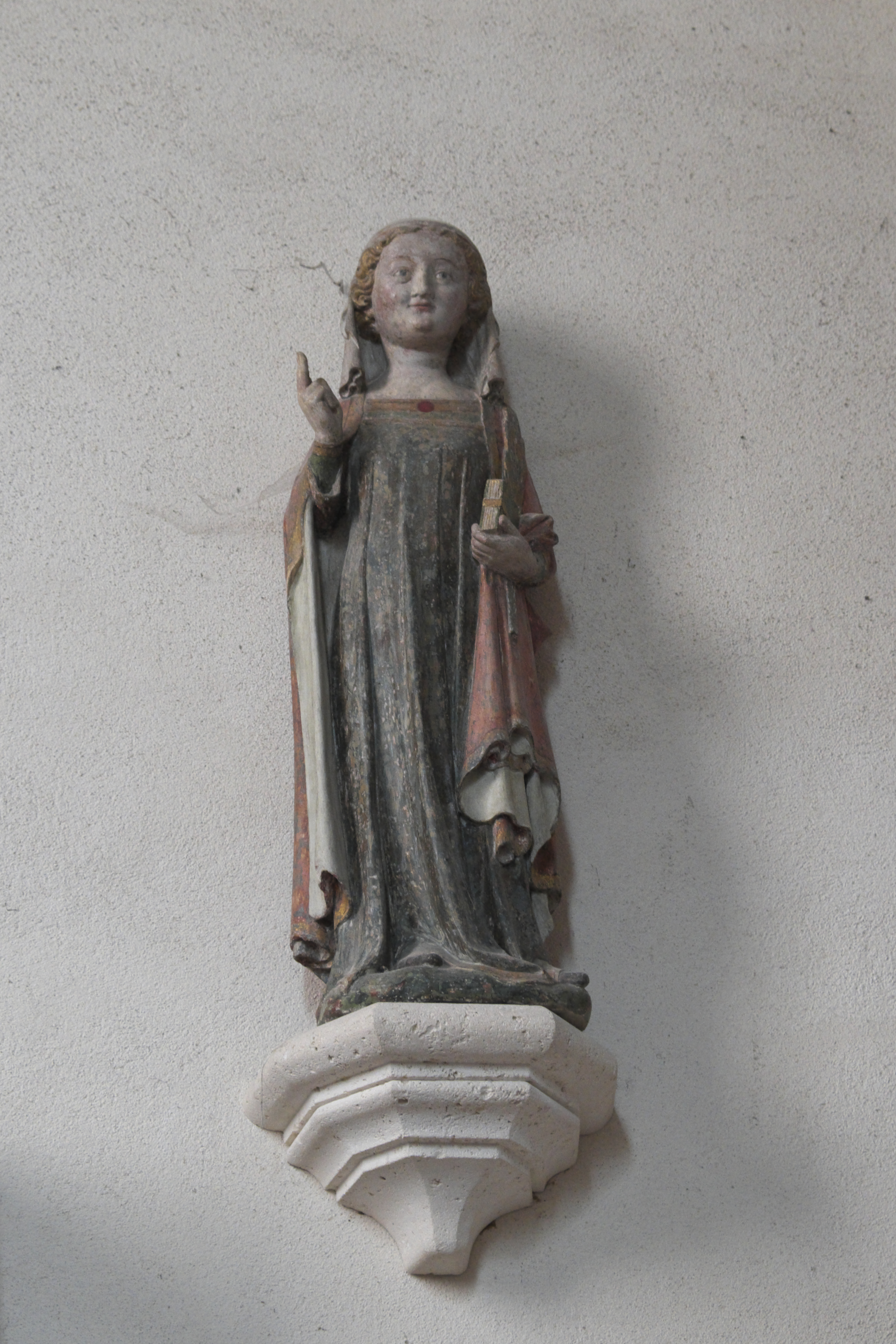
Sainte Osmanne
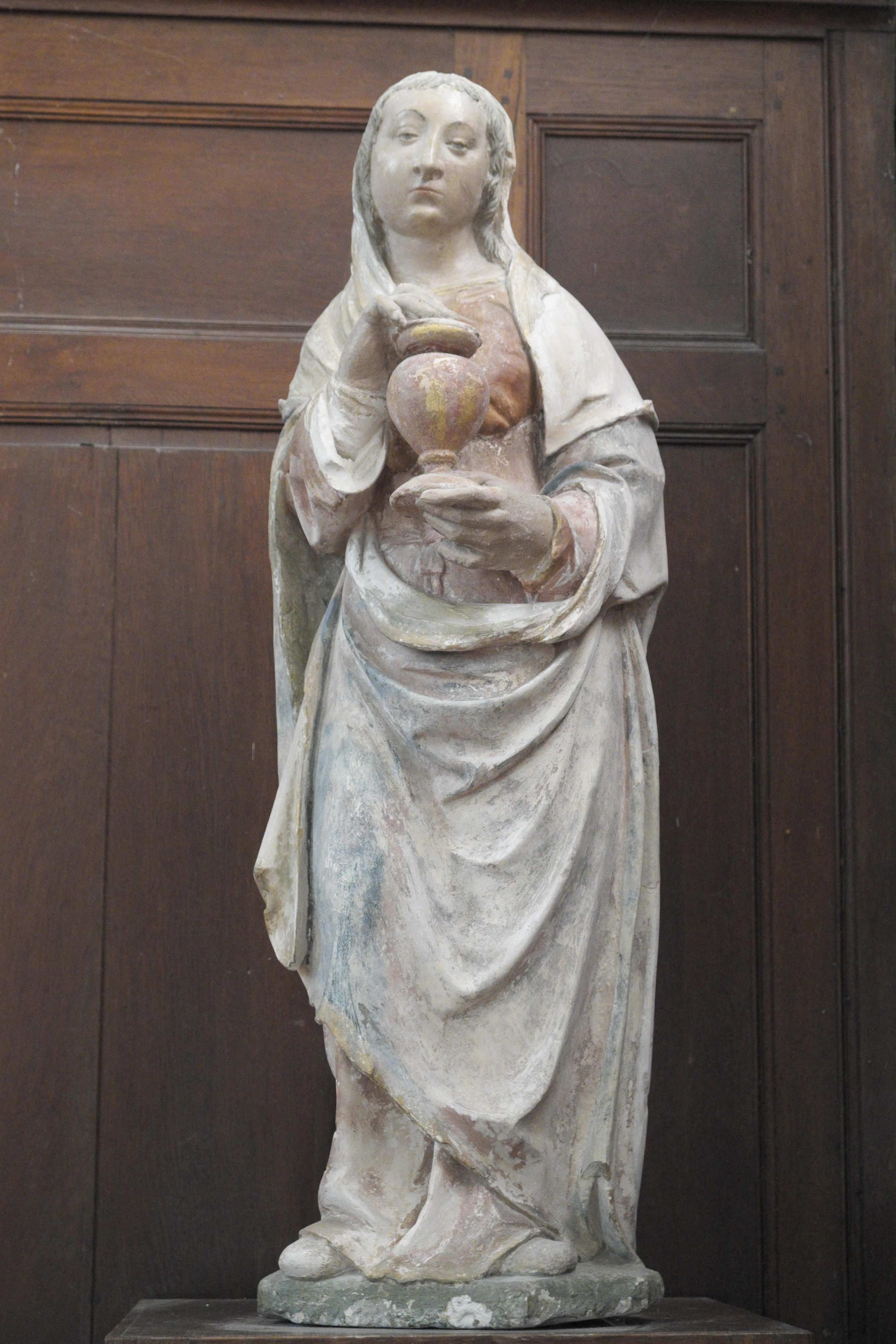
Sainte Marie Madeleine (?)
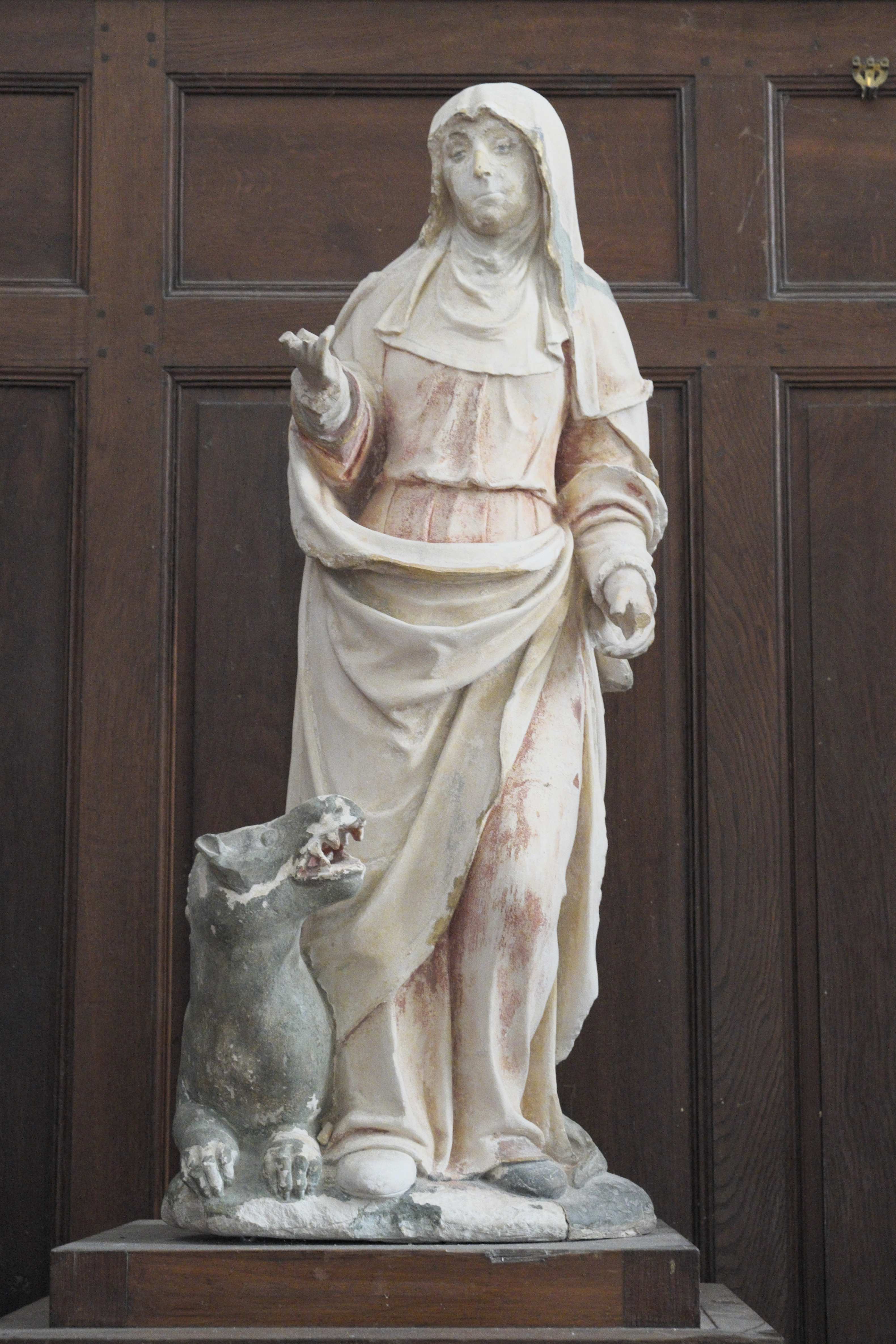
Sainte Marthe ou sainte Marguerite

- Le bénitier, sculpté en pierre, date du XIIe siècle. La cuve est ornée de faces humaines[14].

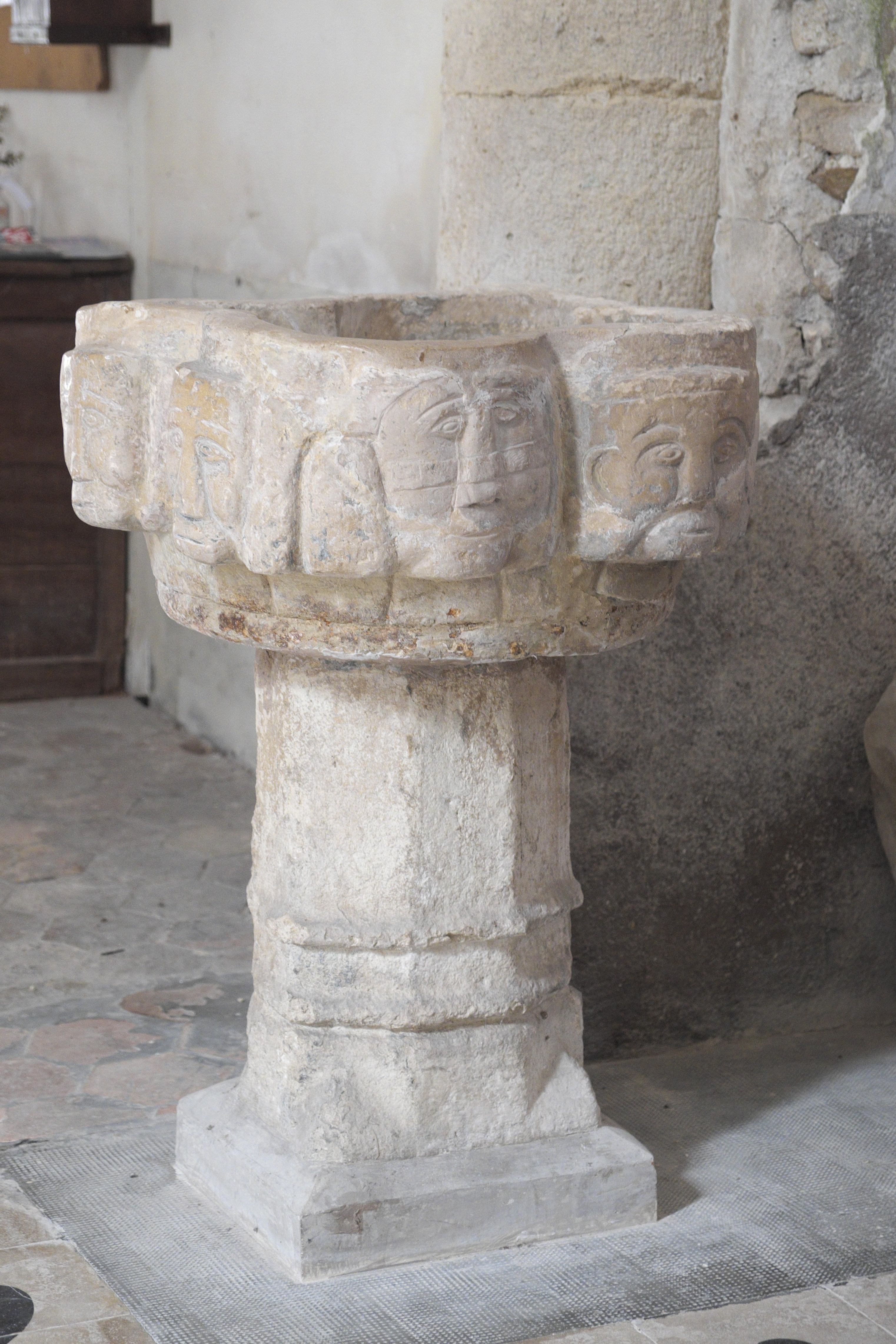
Bénitier
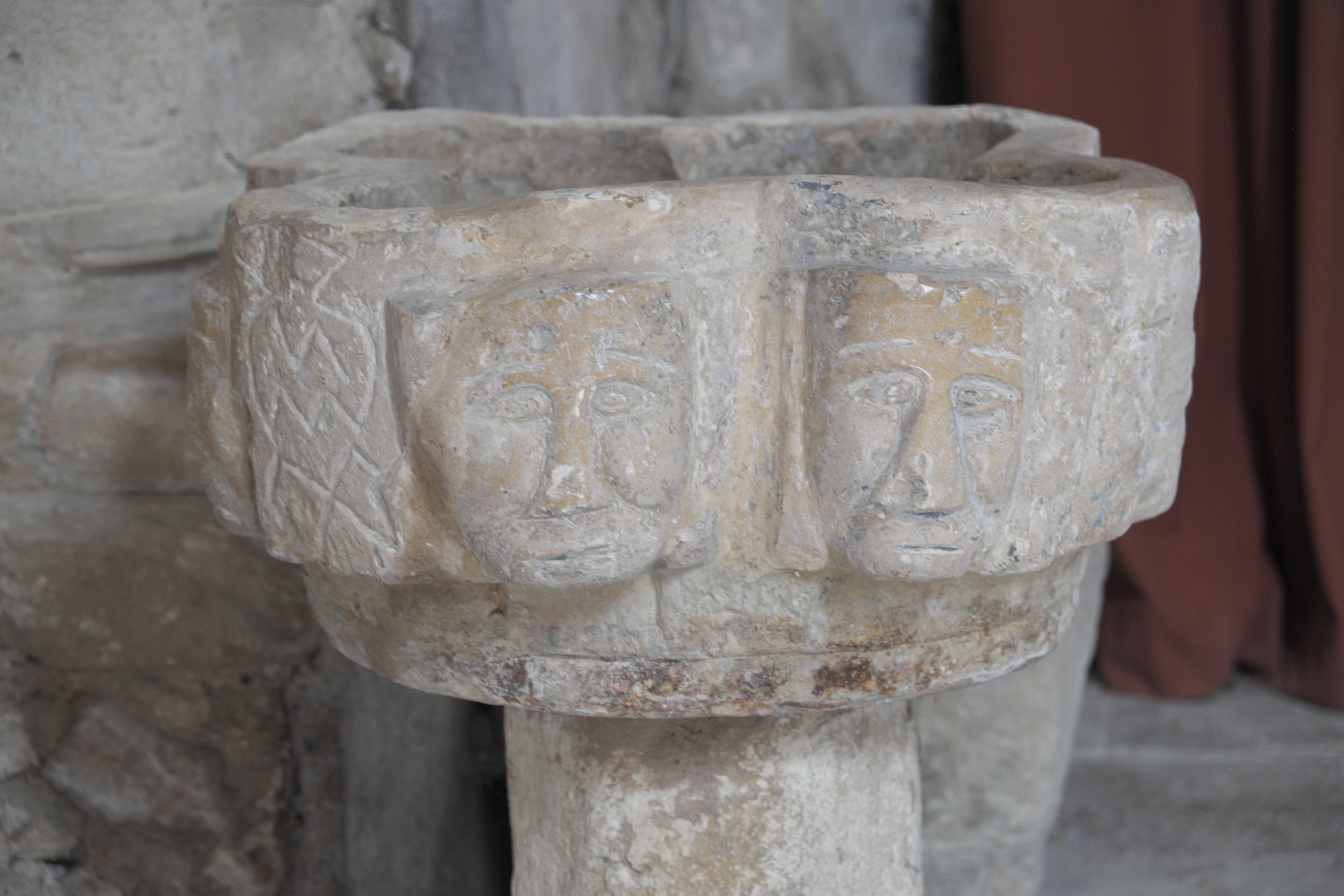
Cuve ornée de faces humaines
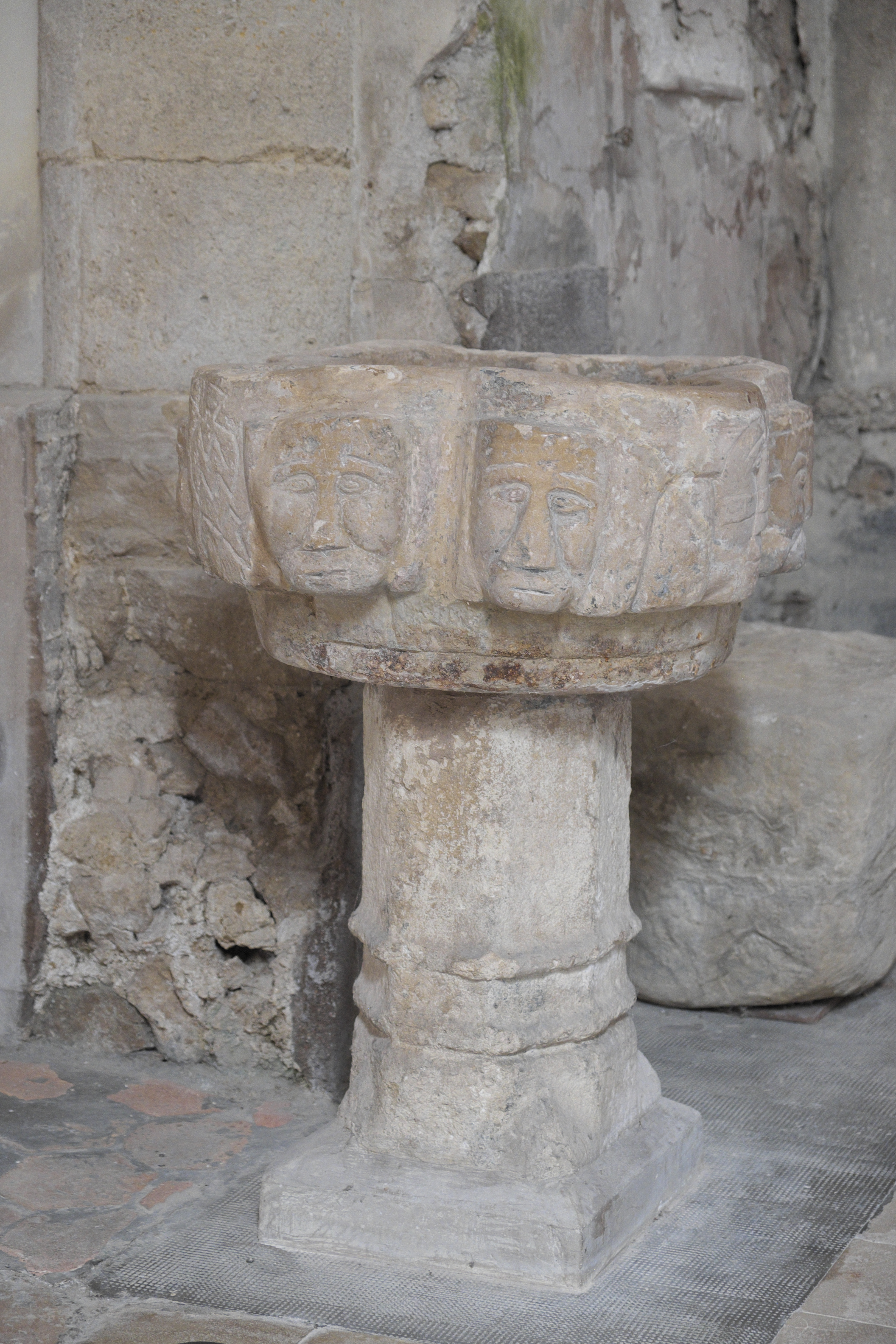
Bénitier